# Культура Азербайджану

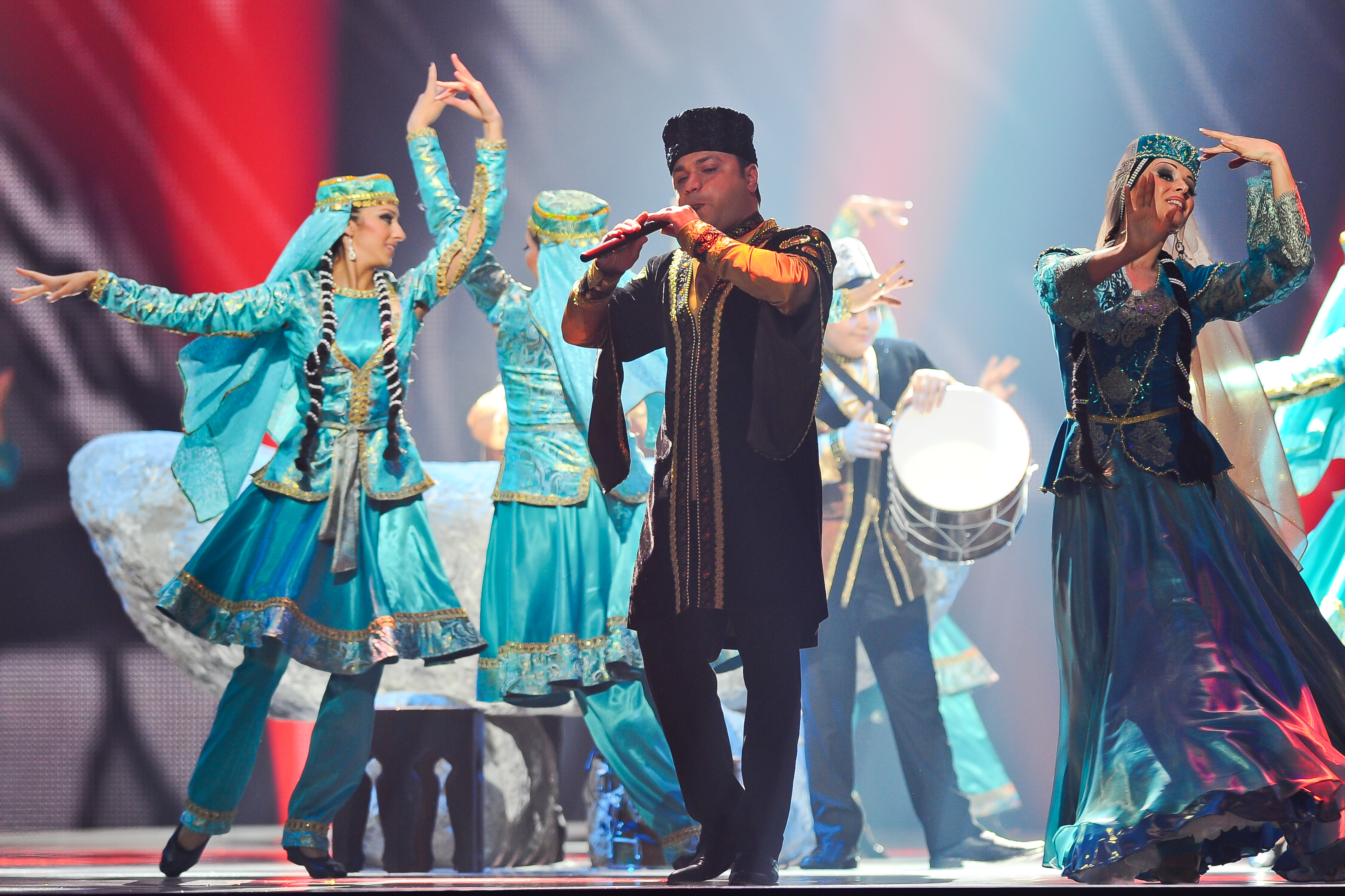
Азербайджанський народний танець під музику народних інструментів під час фестивалю «Євробачення 2012» в Баку

Культура Азербайджану — культура народів і народностей, що проживали і проживають на території Азербайджану і держав, що існували на території сучасного Азербайджану. Розвиток культури на території Азербайджану відобразив його насичену політичними і військовими потрясіннями історію і положення на шляхах, що з'єднували Схід з Заходом.
У XIV—XV ст. з початком формування азербайджанського тюркомовного етносу — основного народу, що населяє Азербайджан, виникає і його культура, яка спочатку не мала своїх стабільних центрів, і її досить важко відокремити дотепер від османської культури. У XV столітті формуються два центри азербайджанської культури — Південний Азербайджан і Рівнинний Карабах, які остаточно склалися вже пізніше, в XVI—XVIII ст. Говорячи про виникнення азербайджанської культури саме в XIV—XV ст., слід мати на увазі, насамперед, літературу та інші частини культури, органічно пов'язані з мовою. Що стосується матеріальної культури, то вона залишалася традиційною і після тюркизації місцевого населення. Ставши самостійною, азербайджанська культура зберегла тісні зв'язки з іранською та арабською. Вони скріплювалися і спільною релігією, і загальними культурно-історичними традиціями.
Археологічні знахідки та збережені матеріальні пам'ятки свідчать про культурний розвиток тих, що проживають на території Азербайджану народів як в доісторичний (знахідки в Гобустані), так і в албанський періоди (храми в селах Кум і Лекит). З поширенням ісламу протягом багатьох століть розвивається мусульманська культура, будуються мечеті, медресе, мавзолеї, розвиваються переважно орнаментальні форми декоративного мистецтва. Входження до складу Росії на початку XIX століття дозволило народам, які живуть на території Азербайджану долучитися до російської і через неї — до світової культури. Корінний перелом намічається в культурному розвитку Азербайджану в радянський період. XXI століття відзначається модернізацією Азербайджану в культурній сфері. Азербайджан є давнім товаришем України.

## Історія розвитку культур народів на території сучасного Азербайджану

### Доісторична культура

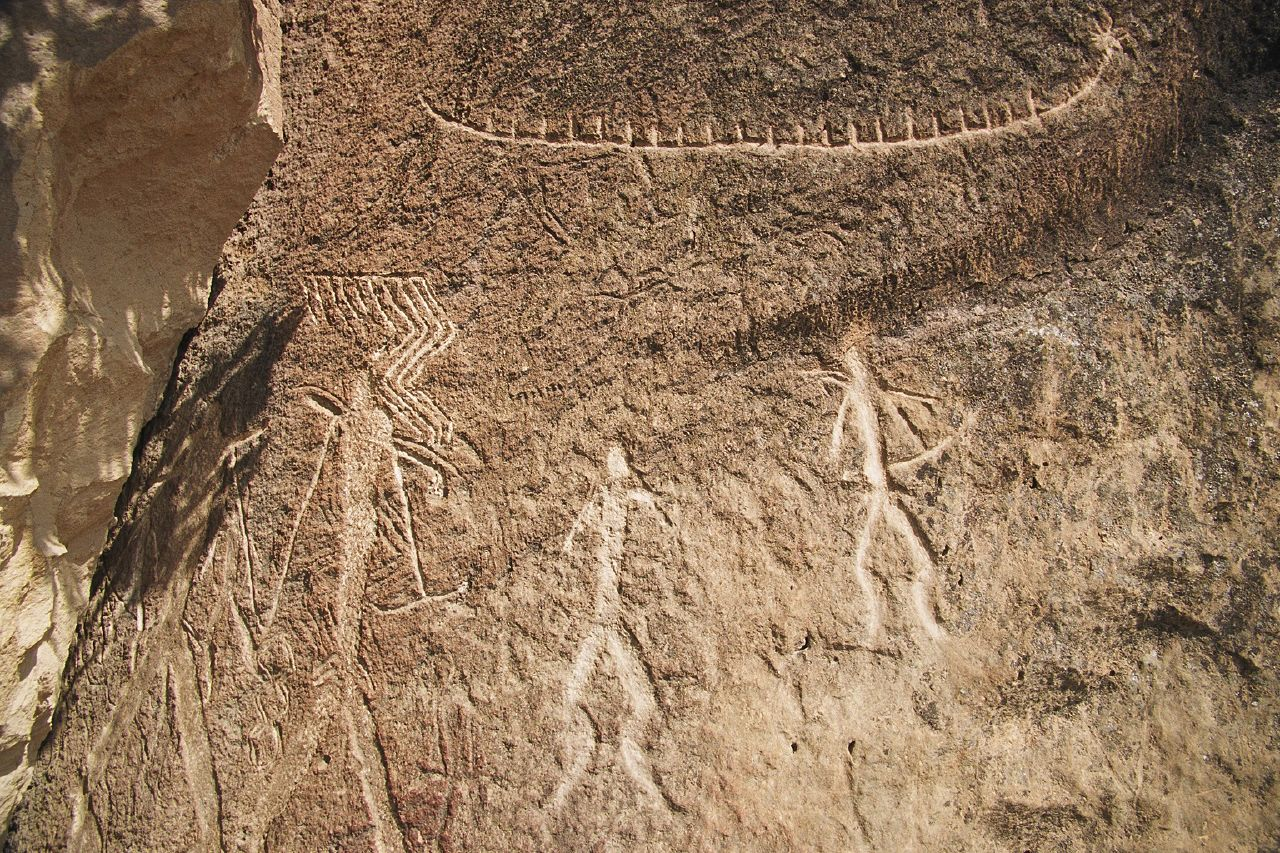
Наскельні малюнки в Гобустані

До 8-5-го тисячоліття до н. е. походять ранні наскельні гравіровані малюнки (сцени праці, побуту, ритуальних обрядів) в Гобустані (датуються аж до розвиненого середньовіччя). Збережені на скелях в Гобустані зображення, відображають магічні, тотемічні уявлення стародавніх людей, їх релігійні обряди, сцени полювання на різних диких тварин і т. ін. свідчать про первісне мистецтво в епоху мезоліту на території Азербайджану. Тут зображені чоловіки і жінки, сцени рибальства, різні дикі тварини. Також можна зустріти зображення мисливців на конях, самотню богатирську постать женця з серпом, хороводи людських танцюючих фігур, що нагадують народний танець «ялли», човни з веслярами й солярні знаки.
«Гавана чала даш» — оригінальний кам'яний бубен з Гобустанського заповідника, завдяки якому, постукуванням по встановленій плазом величезній плиті можна видобувати ритмічно чіткі мотиви, якими супроводжувалися ритуальні танці та обряди. Про обряди свідчать поглиблення в кам'яних брилах, що служили для стоку крові жертовних тварин. Про вірування людей у загробне життя в епоху мезоліту свідчать виявлений на стоянці «Фіруз» поховання. Завдяки цій знахідці вдалося встановити, що при похованні померлих, поряд з трупом клали різні предмети побуту.
Від епохи енеоліту і ранньої бронзи збереглися численні менгіри, дольмени, кам'яні кола, зооморфні керамічні посудини, прикраси, глиняні і кам'яні фігурки людей і тварин.

### Культура Кавказької Албании

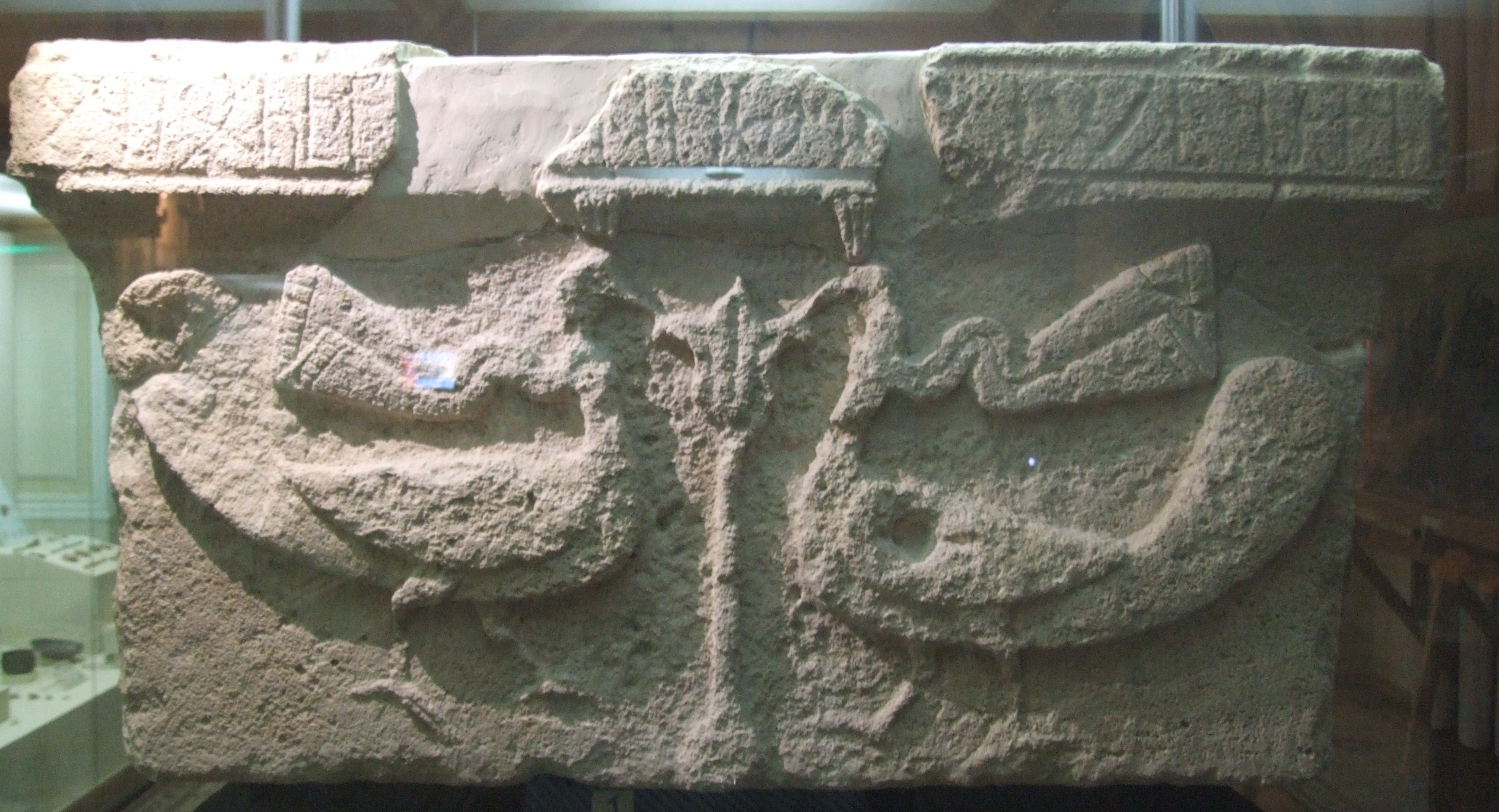
Кам'яна капітель з албанським написом, знайдена при розкопках городища Судагілан в районі міста Мінгечаур

На рубежі н. е. у північно-східній частині нинішнього Азербайджану виникла держава Кавказька Албанія зі столицею м. Кабала (збереглися залишки споруд). На рубежі середньовіччя на північному сході сучасного Азербайджану — лівобережжі річки Кура проживали головним чином кавказькі албани, союз племен, по мові відносився до нахсько-дагестанської групи; говорили, подібно сучасним дагестанцям, на множині (не менше 26) мов і ледь розуміли один одного. З прийняттям християнства албанці багато в чому вірменізувались, частина асимілювалася з грузинами (населення межиріччя р. Іорі і Алазань). Відомо, що вже в кінці античності вірменська мова служила для різномовних племен «спільною мовою» (lingua franca) на значній частині території Албанії, тоді як у прикаспійських областях такою мовою виступала іранська; згодом албанське дворянство використовувало переважно вірменську мову, албанська церква була частиною Вірменської Апостольської Церкви. На початку IV століття албанці прийняли християнство, що було введено туди вірменами.

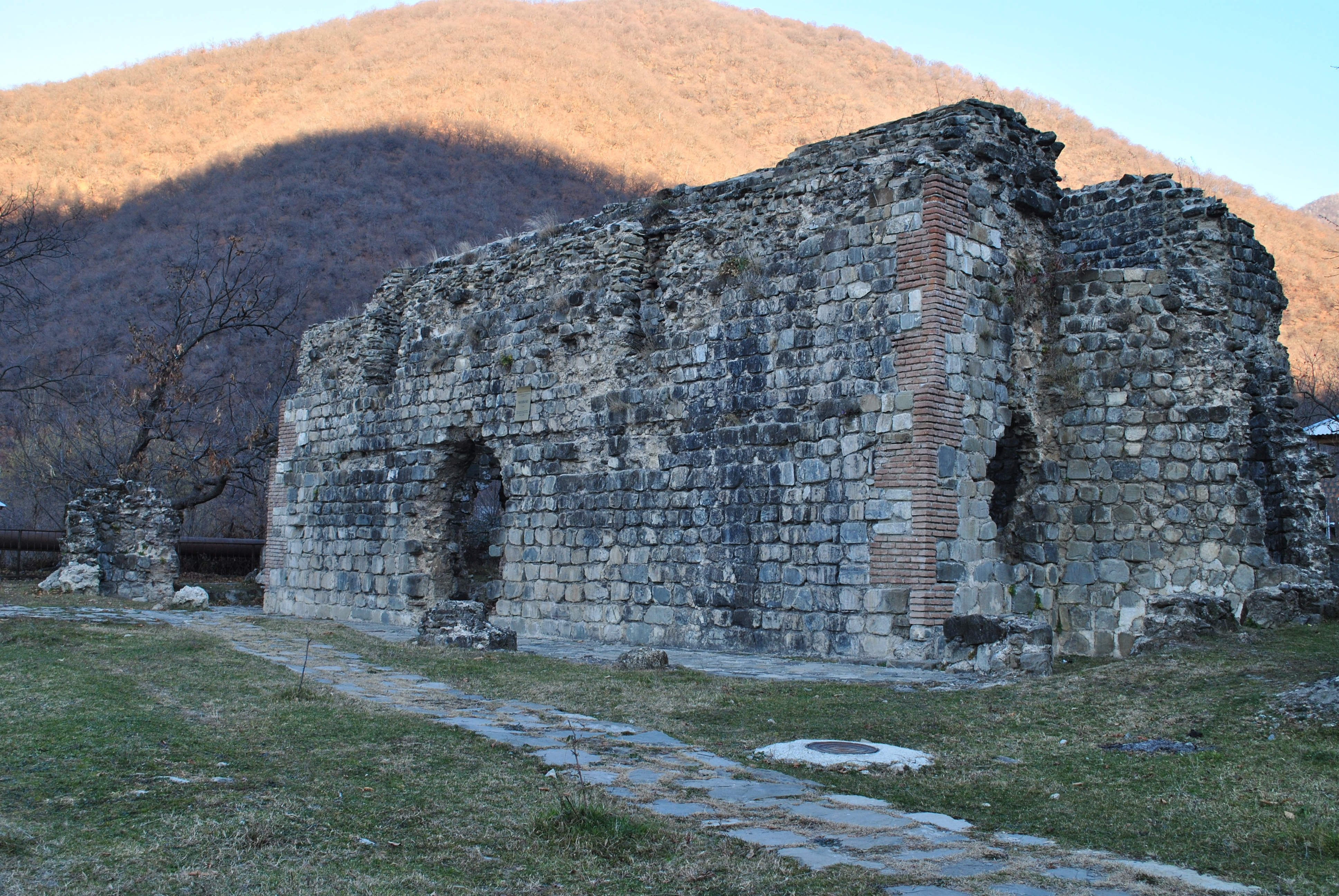
Церква в селі Кум V—VI століття в Кахському районі Азербайджану

У албанців, що використовували кавказьку мову, був свій алфавіт, винахід якого, згідно з першоджерел, належить вірменському вченому і ченцеві Месропу Маштоцу, і, ймовірно, література на мові племені гаргарейців, яка не збереглася. Загалом літературна загальноалбанська мова так і не склалася. Після VII століття албанське письмо виходить з ужитку, мовою богослужіння Албанської церкви стає давньовірменська, яка, в свою чергу остаточно стала частиною Вірменської церкви. До недавнього часу науці був відомий лише албанський алфавіт, який дійшов в одному вірменському рукописі XV ст. а також 7 або 8 албанських написів, все до VIII ст. Однак наприкінці двадцятого століття була виявлена албанський рукопис в Синаї, який отримав згодом назву «Синайський палімпсест». Дешифрування тексту підтвердило припущення про те, що агванска мова відображає давню форму удінської мови. Єдина уціліла, з численних албанських мов — удінська мова — понині є неписемною, і ще на початку XX століття діловодство в удинських селищах велося на вірменській. З пам'яток албанської архітектури можна відзначити базиліку в Кумі і круглий храм в Лекіті, знаходять аналоги серед одночасних вірменських і грузинських базилік і купольних ротонд. Монументальна ранньосередньовічна архітектура Албанії орієнтувалася переважно на Вірменію.
Значна частина албанського населення в арабський час перейшла в іслам і стала використовувати арабську писемність.

### Розвиток культури в мусульманський період

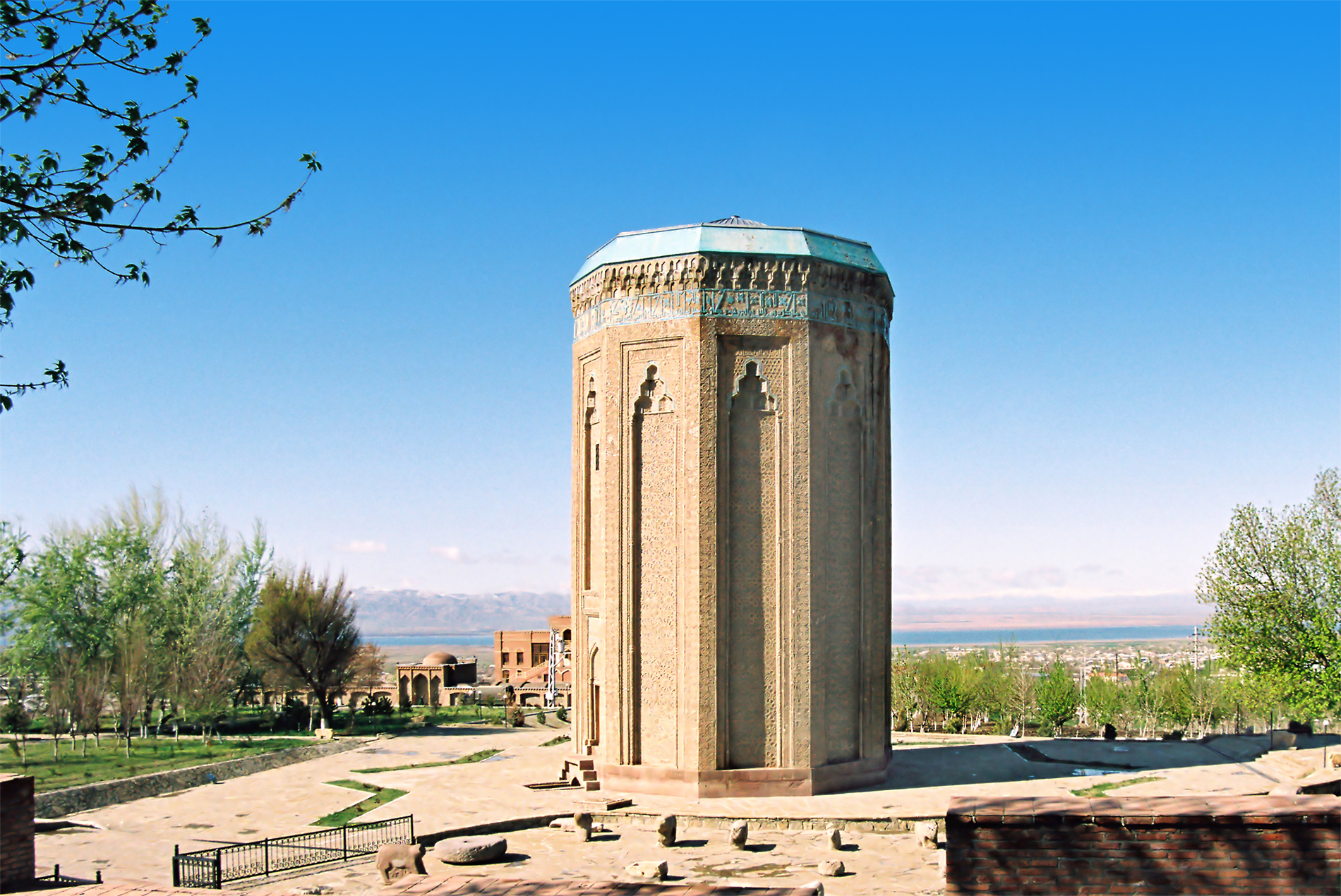
Мавзолей Моміне хатун в Нахічевані. XII століття. Архітектор Аджемів Нахчівані

У IX—X ст. з ослабленням Арабського халіфату на території сучасного Азербайджану (в основному території історичного Аррану і Ширвану), населеного іраномовними народами, кочовими тюркськими племенами, курдами, албанами, вірменами, виникло безліч невеликих держав, в яких містах (Барда, Шамахи, Байлакан, Гянджа, Нахічевань) складалися локальні архітектурно-художні школи, серед них — нахічеванська, характеризується пишністю керамічного оздоблення будівель, ширвано-апшеронська, відрізняється контрастом гладі кам'яних стін і пластичної розробки архітектурних елементів.
У XI — на початку XIII століть територія сучасного Азербайджану знаходиться в складі держави Сельджуків. Династія Ільдегезідів, які правили в регіоні, розвивалися у персько-ісламській цивілізації. Видатні мусульманські пам'ятники мистецтва цієї епохи — мавзолеї в Нахічевані (Моміне-хатун, Юсуфа ібн Кусейра, мавзолей у Джугу), Дівоча вежа в Баку. У першій чверті XIII століття ці землі були завойовані монголами. До XIII—XIV ст., до епохи Кесранидів, відносяться круглий замок в Мардакяні, Нардаранська фортеця, Ханега на річці Пірсагат, «Баіловські камені» (рельєфний епіграфічний фриз затонулого в Бакинській бухті замку XIII ст.). До цього ж часу сходять різні нахічеванські вироби з металу, розписна кераміка Байлакана і Гянджі.
У той період на території Аррану і Ширвану жили і творили видатні представники перської літератури, класики перської поезії Нізамі Гянджеві (автор п'яти поем — Хамса), Хагані Ширвані, Муджиредін Бейлагані, Мехсети Гянджеві, Фалаки Ширвані.

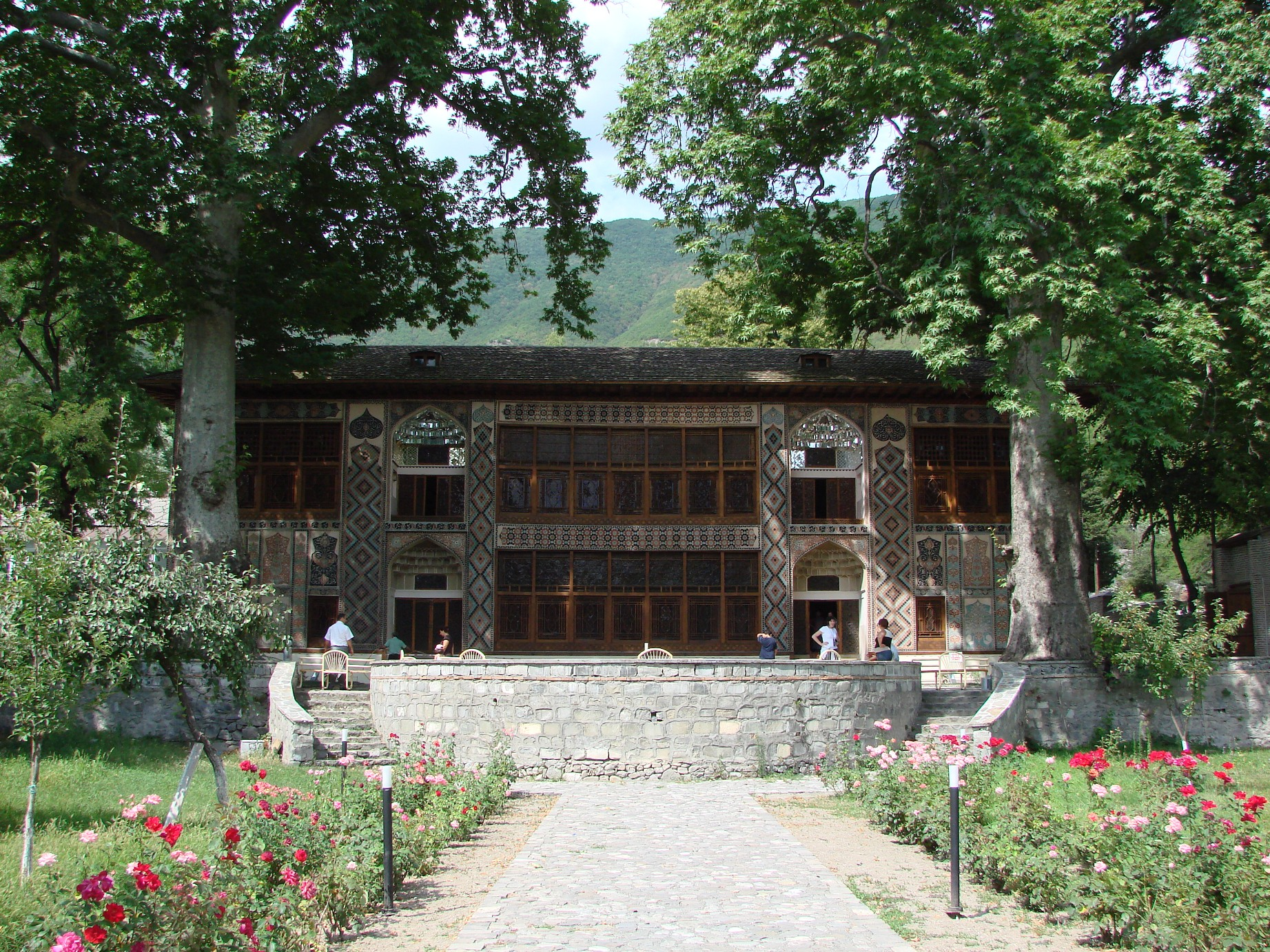
Палац шекінських ханів. XVIII століття. Архітектор Хадали (Хаджі)-Зейналабдін з Ширазу

У XIV—XVI ст. зі зростанням міст розвивається цегляна і кам'яна архітектура, один із зразків якої палац Ширваншахів у Баку, зведений в середині XV століття. Традиції місцевих шкіл знайшли продовження в баштових мавзолеях монгольського періоду XIV ст. в Барді і в с. Карабагляр, в 12-гранному шатровому мавзолеї в селі Хачин-Дорбатли (1314, архітектор Шахензі), у фортечній архітектурі замку XIV ст. в селі Рамана. Цікава двоярусна купольна усипальниця Дірі-Баба в місті Мараза (1402, архітектор — син устада Гаджі).
Із створюваних в XV столітті на території сучасного Азербайджану мініатюр можна згадати мініатюри з Шемахи (рукопис «Антології» 1468, каліграф Шараф-ад-дін Хусейн Султани, Британський музей, Лондон), Баку (мініатюри художника Абдул-Багі Бакуві в альбомі XV ст., Палац-музей Топкапи, Стамбул). Серед художніх ремісничих виробів зазначають військові обладунки роботи Мухаммеда Моміна (XVI ст., Збройова палата, Москва).

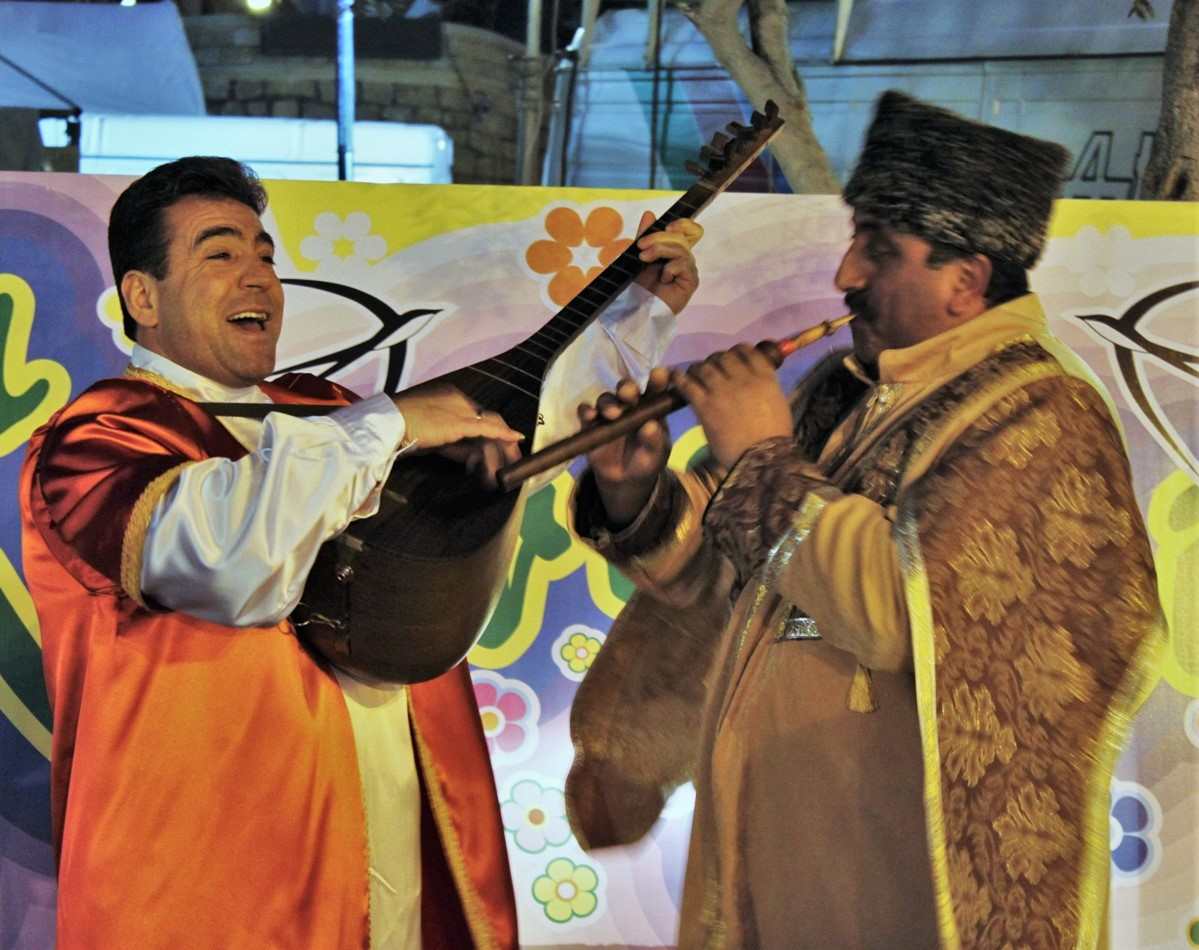
Ашуги на святі Новруз в Баку

У XVII—XVIII ст., в період ірано-турецьких воєн і міжусобиць, монументальне будівництво значно скоротилося; добудовувався культурний комплекс Імамзаде в Гянджі, у XVIII ст. був побудований прикрашений розписами палац ханів в Шекі. В народній архітектурі також збереглися архітектурно-будівельні традиції; в будинках багатих городян у XVIII ст. стіни покривалися розписами (рослинні мотиви, іноді включали зображення птахів, звірів, людей). Народне мистецтво представлено прикрашеними візерунками мідним посудом і зброєю з села Лагіч. Різноманітні ворсові та безворсові килими і килимові вироби куба-ширванського, баку-апшеронського, гянджа-казахського, карабахського типів; художня вишивка Шекі та інших районів Азербайджану.

### Розвиток культури в новий і новітній час

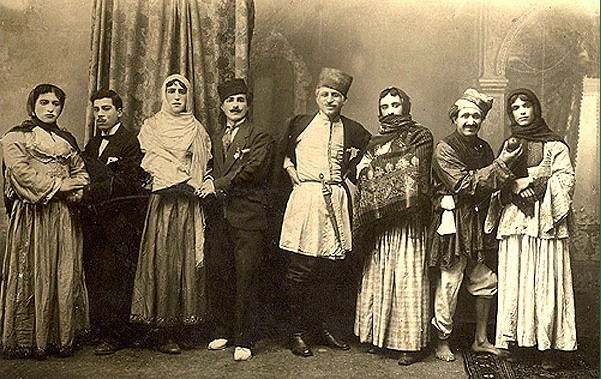
Герої оперети «Аршин мал алан» Узеїра Гаджибекова. Початок XX століття

Входження до складу Російської імперії на початку XIX ст. відкрило перед Азербайджаном шлях прилучення до російської і через неї — до світової культури. Справжнім родоначальником цієї культури є просвітитель Мірза Фаталі Ахундов (1812—1878). Ахундов — засновник азербайджанської національної драматургії (комедії «Ботанік мосьє Жорда», 1851; «Молла Ібрагім Халіл-алхімік», 1851, та ін).
З авторів, що творили на землі Азербайджану, слід відзначити поета-сатирика Мірза Алекперов Сабіра (1862—1911), письменника Джаліла Мамедкулізаде, був редактором відомого сатиричного журналу «Молла Насреддін», вірменського романіста Олександра Ширванзаде (Олександр Мовсесян, 1858—1935), який народився в Шемахі і більшу частину життя провів в Баку. Серед авторів XX століття відомі представник соціалістичного реалізму в Азербайджані драматург Джафар Джабарли (1899—1934), радянські поети Самед Вургун, Сулейман Рустам, Расул Рза, вірменський поет Леонід Гурунц (1912—1982), а також бакинський уродженець письменник Леонід Зорін (див. також розділ «Сучасна азербайджанська література»).
Засновником азербайджанської національної опери є двічі лауреат Сталінської премії Узеїр Гаджибеков («Лейлі і Меджнун», 1908; «Аршин мал алан», 1913; «Кероглу», 1936). Гаджибеков — також автор музики гімну Азербайджану.  1940 році А. Бадалбейлі створив перший азербайджанський балет «Дівоча башта».
У XX столітті з'являються також обробки мугама для оркестру, що належать професійним композиторам: А. Р. Тер-Гевондяну, С. Е. Алескерову та ін. З виконавців Азербайджану в цей період прославилися Муслім Магомаєв, Рашид Бейбутов, Полад Бюльбюль огли, Зейнаб Ханларова (детальніше див. розділ «Музика»).
Бакінцями є також Мстислав Ростропович, Лариса Доліна, Володимир Меньшов, гуморист Євген Петросян. У радянські роки була популярна команда КВН бакинця Юлія Гусмана «Хлопці з Баку», ім'я якої взяла однойменна команда вже відродженого КВН, капітаном якої був Анар Мамедханов. Заслужені артисти Азербайджану, оперні співаки Ельчин Азізов і Динара Алієва є солістами Большого театру. У 2009 році в Баку був відкритий Музей сучасного мистецтва, в якому зібрано понад 800 робіт азербайджанських художників і скульпторів, які в основному працюють в авангардному стилі.
У травні 1953 було сформовано Міністерство культури Азербайджанської РСР. З 1988 року міністром культури був співак і композитор Полад Бюльбюльогли. Указом президента республіки Ільхама Алієва від 30 січня 2006 році на базі Міністерства культури було створено Міністерство культури і туризму Азербайджанської Республіки. З цього ж року міністром культури Азербайджану є Абульфаз Караєв. У 2012 році був у Баку було відкрито Культурний центр, що носить ім'я Гейдара Алієва, призначений для проведення культурних заходів і включає в себе конгрес-центр, музей, бібліотеку та парк.

## Архітектура і образотворче мистецтво

### Архітектура

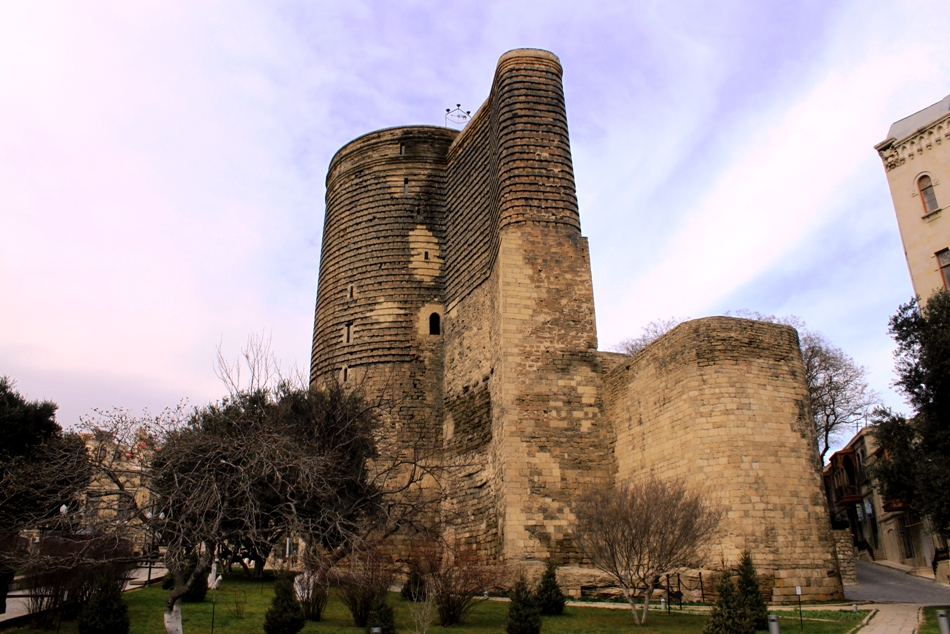
Дівоча вежа в Баку. XII століття. Архітектор Мас'уд, син Давуда

До найдавніших збережених в Азербайджані споруд відносяться храми в цахурських селах Кум і Лекіт і основи Дівочої вежі в Баку. Архітектуру ранньофеодального періоду на території Азербайджану характеризують величезні оборонні споруди: бешбермакські, гільгільчайскі (див. також Чираг-гала) і закатальскі
. Найстарішими ісламськими будівлями можна назвати мечеті VIII століття в йому агсу і Джума-мечеть в Шемахі.
Після приєднання Азербайджану до Росії (XIX ст.) в азербайджанській архітектурі також позначається вплив російської будівельної культури. У Баку, наприклад, з елементами російського і західноєвропейського класицизму поєднуються традиційні прийоми планування і композиції, національні архітектурні форми і мотиви декору. Став поширюватися тип міського будинку з заскленими галереями — «шушебенд».

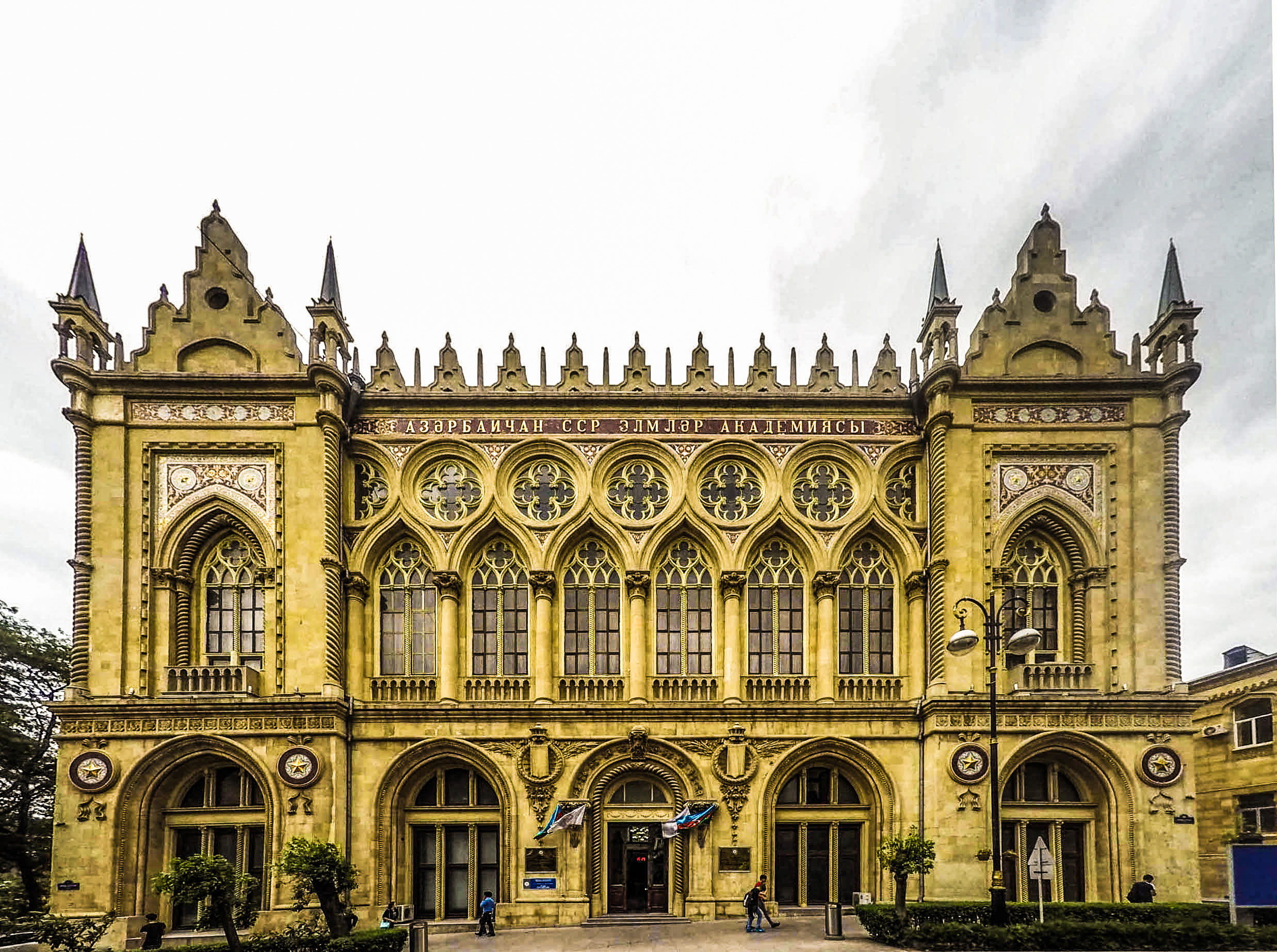
Палац Ісмаілія. Початок XX століття. Архітектор Йосип Плошко

З архітекторів, які зробили внесок у створення сучасного вигляду Баку, слід згадати будівельника Маіловського театру (одна з найкращих будівель міста, прекрасний зразок стилю «модерн») Миколи Георгійовича Баєва. За його ж проектом в 1926 році побудований Сабунчинський вокзал. У ті ж роки архітектором Гавриїлом Тер-Мікеловим побудовані будівлі: Клубу Громадських Зборів (нині Філармонія), Бакинського Відділення Тіфліського банку (пізніше «Дитячий світ»), Комерційного училища (нині Педагогічний інститут) та багато інших. Йосипом Гославським була спроектована будівля міської думи, будівля мусульманської школи для дівчаток (нині — будівля Інституту рукописів АН), театр Тагієва (спільно з Павлом Когновицьким). На рубежі століть у Баку працювали і інші цікаві архітектори: Касим-бек Гаджибабабеков (будівля музею літератури ім. Нізамі Гянджеві), Зівер-бек Ахмедбеков (Мечеть Тезепір), Павло Залеський (будинок міського училища), Олександр Нікітін (Клуб моряків, готель «Метрополь»), Йосип Плошко (польський костел, кінотеатр «Феномен», готель «Нова Європа», палац Мухтарова) та інші.
У будинках, побудованих архітекторами та інженерами М. Р. Гаджинським, К. Ісмаїловим і Кербалаі Сефіхан Карабаги, поєднуються традиційні й романтичні елементи. Ця тенденція особливо помітна в роботах Карабаги, який спроектував багато будівель, в Агдамі, Фізулі і Шуші. Для його проектів (наприклад для мечеті в Агдамі і Барді) використовувалися прості пристрої, засновані на азербайджанських архітектурних традиціях.
Великий внесок у сучасну архітектуру Баку вніс Костянтин Іванович Сенчихін, авангардист, в молодості відомий як «бакинський Ле Корбюзьє» (Азербайджанський медичний інститут, інтер'єр клубу ім. Дзержинського, спортивний комплекс «Динамо», колишній Штаб ППО Закавказького військового округу (нині Міністерство оборони Азербайджану, Палац культури в передмісті Баку Локбатані тощо).
Найбільш видатний внесок у створення сучасного вигляду міста Баку вніс Народний архітектор СРСР Мікаель Усейнів, за проектами якого було побудовано багато будівель, які є візитною карткою міста. Серед архітекторів радянської епохи можна назвати заслуженого діяча мистецтв Азербайджанської РСР Садиха Дадашова, заслуженого архітектора Азербайджану Талаата Ханларова.

### Живопис

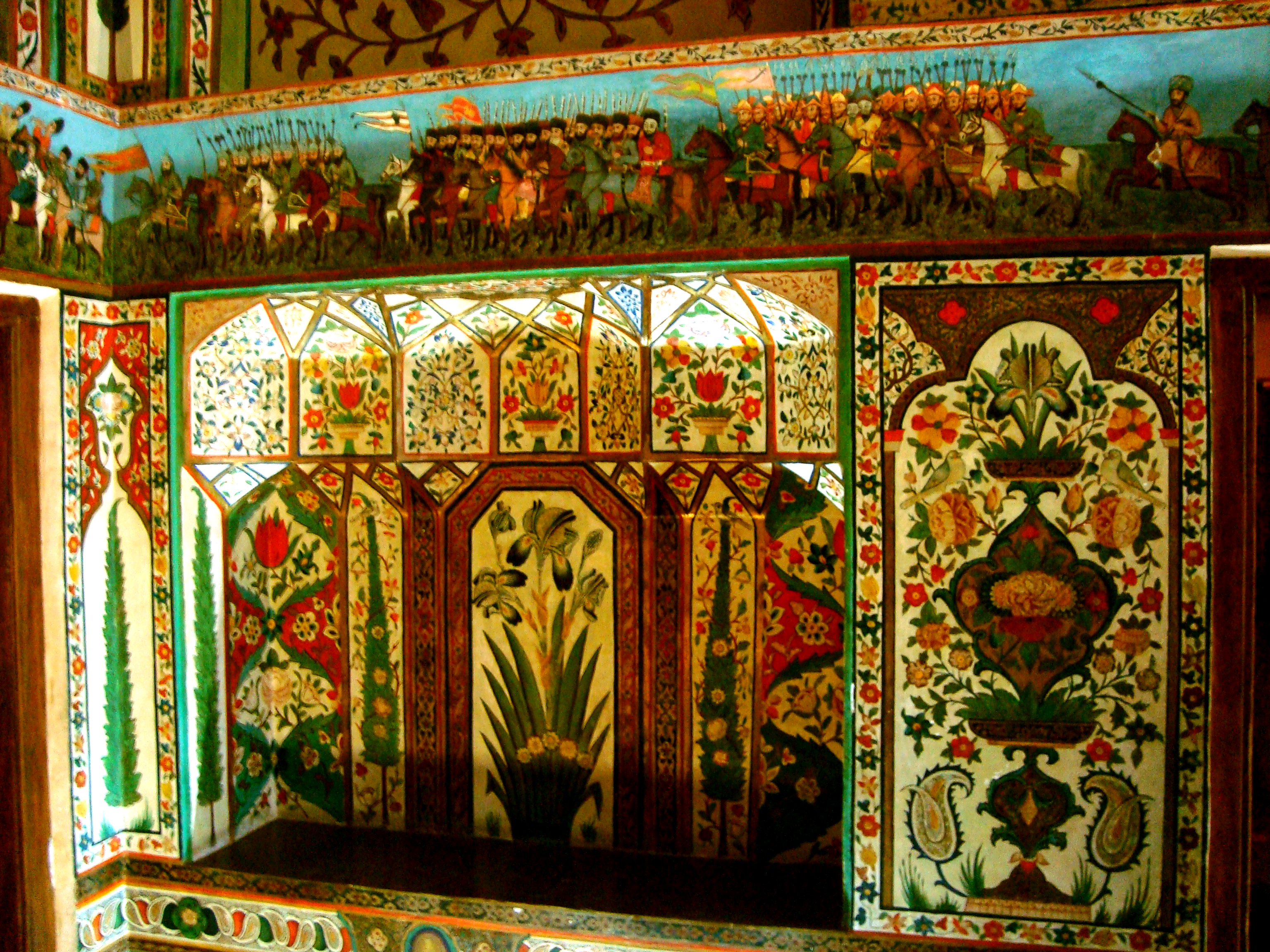
Розпису ханського палацу в Шекі, кінець XVIII століття—XIX століття

На території Азербайджану в середньовіччі художники займалися в основному каліграфією. Єдина ілюстрація до рукопису поеми класика перської поезії Нізамі Гянджеві «Іскандер-наме» (1418; Баку) описує руйнування храму вогнепоклонників, які за традицією прийшли з Азербайджану. Традиційна ілюстрація книг продовжувалась і в наступні століття. Це видно в серії виразних малюнків виконаних аквареллю, тростинним пером і чорнилом, що ілюструють колекцію байок — пам'ятник санскритської оповідної прози «Каліла і Димна» (XVIII століття) азербайджанською мовою.
З XVII по XIX ст. більшість азербайджанських художників, користуючись олійними фарбами, брали участь у розписах житлових будинків, палаців, лазень. При цьому малювали не тільки декоративні мотиви, але й історичні портрети, сцени полювання та битв. Як приклад можна навести розпису ханського палацу в Шекі, виконані Гамбаром, палаци Хусейн-Кулі-хана в Баку, виконані Наввабом розписи кімнат Палацу сердарів в Єревані.

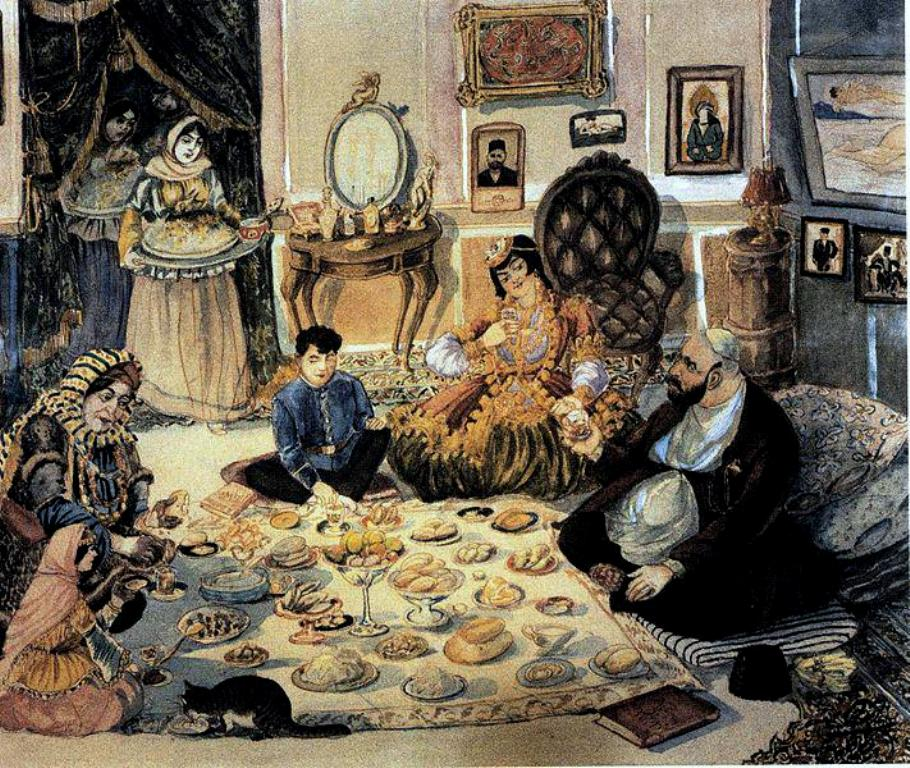
А. А. Азімзаде. «Рамазан в багатому домі». 1932

У XIX столітті нове прогресивне образотворче мистецтво в Азербайджані, порівняно з літературою, виявляло деяке відставання в розвитку. Вкрай повільно розвивалося станкове реалістичне мистецтво. У другій половині XIX ст. в живописі (стінні розписи, портрет) поряд з традиційною площиною і декоративністю відчутні реалістичні риси, спроби об'ємно-пластичного моделювання форм, прагнення передати портретну схожість (художники декоративного стилю Мірза Кадим Ерівані, Мір Мохсун Навваб, Уста Гамбар Карабагі).
У 1900—1920 роках виступили митці реалістичного демократичного напрямку — графік А. А. Азімзаде і живописець Б. Ш. Кенгерлі — перший азербайджанський художник, який отримав професійну освіту. Останні поклали початок образотворчого мистецтва Радянського Азербайджану. Засновником сучасного азербайджанського живопису олією на полотні вважають художника-самоучку Алібека Гусейнзаде. Першою азербайджанкою із художньою освітою була Гейсар Кашієва.
Одним з перших професійних художників, який заснував художнє училище в Баку, був Азім Азімзаде. З художників другої половини XX століття найбільш відомі Таїр Слухав, Саттар Бахлулзаде, Мікаіл Абдуллаєв, Відаді Нариманбеков, Расім Бабаєв, Санан Курбанов і Тогрул Наріманбеков. Книжкова ілюстрація в Азербайджану розвивалася двома шляхами: деякі продовжували основи ілюстрації рукописів (Кязім Кязімзаде), інші використовували графічний стиль і чорно-білі кольори (Марал Рахманзаде).

### Скульптура
У середні століття на території різних поселень ставилися кам'яні фігури предків, відомі як баба (азерб. означає «праотець»). Всюди в Азербайджані, в долинах, лісах і горах знаходилися кам'яні фігури баранів
(символів багатства) і осідланих коней. Надгробки і стіни часто прикрашали рельєфним різьбленням, що досягла свого піку в оформленні будівель Апшеронського півострова. «Баіловські камені» (XIII століття) у музеї палацу Ширваншахів у Баку з арабськими написами прикрашені фігурами людей і тварин, що являє собою приклад антропоморфної писемності.
У другій половині XIX століття в зв'язку з швидким зростанням Баку і злиднями в оздобленні нових будівель в «історичному» стилі і скульптурами, спостерігається і відродження різьблення по каменю. На початку 20-х років XX століття в скульптурі з'являються монументальні композиції. Першим азербайджанським професійним скульптором вважається Зейнал Абдін бек Алієв, який жив з 1920 року в еміграції. З 1920 в Баку жило кілька російських скульпторів. Перша майстерня скульптури була організована С. Городецьким. У 1923 році скульптор Е. Трипільська звела «монумент 26 бакинським комісарам». В період з 1920 по 1930 багато скверів були прикрашені скульптурами історичних осіб. Роль скульптури посилилася в 30-50-х роках Як приклад можна привести пам'ятник М. Ф. Ахундова (П. В. Сабсай, 1930), Нізамі Гянджеві (Ф. Р. Абдурахманов, 1949), Н. Наріманов (Д. М. Карягди, 1972), Хуршидбану Натаван (О. Р. Ельдаров, 1960), У. Гаджибекову (Т. Р. Мамедов, 1960), М. Мушфигу (М. Рзаєва, 1968), К. Караєву (Ф. В. Наджафов, 2014) тощо (див. також «Список бакинської міської скульптури»).
З 1970 року скульптори створюють свої твори з дерева, мармуру і граніту. Стримані пластичні форми спостерігаються в роботах Р. Р. Абдуллаєва. У роботах Ф. Салаева показано канони класичної скульптури. Відомі роботи З. Н. Мамедової, першої азербайджанської жінки-скульпторки.

## Народні промисли

### Килимарство

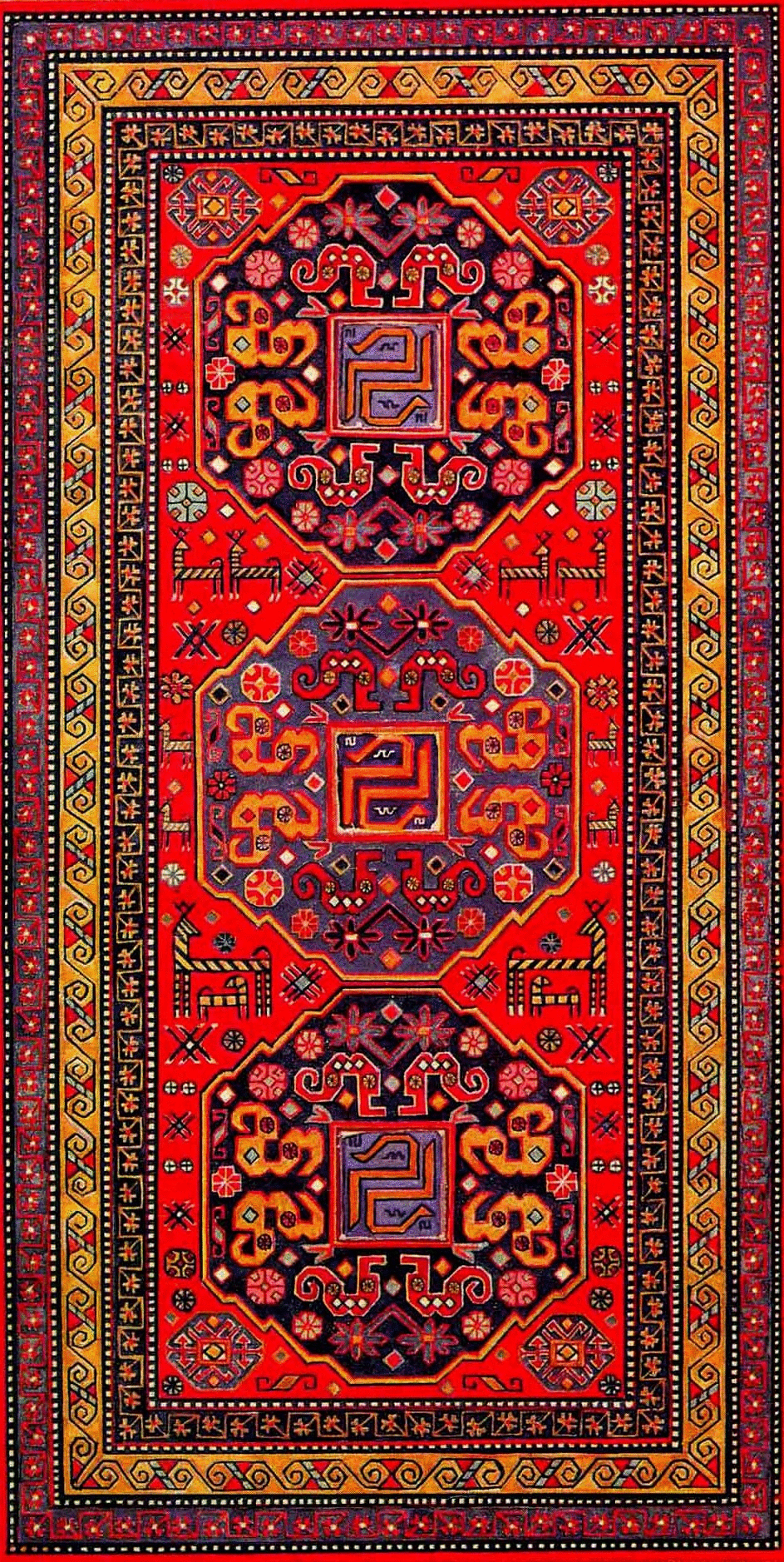
Килим з села Малибейлі. Карабахська школа. Початок XX століття

Одним з видів декоративно-прикладного мистецтва Азербайджану є азербайджанський килим. Килимарство було найпоширенішим класичним видом ремесла в Азербайджані. Основними центрами килимарства були Куба, Ширван, Гянджа, Газах, Карабах, Баку з приміськими селами. Вони виділяються соковитим колоритом, побудованих на поєднанні локальних інтенсивних тонів. У Карабаху, наприклад, ткали шовкові килими, які високо цінувалися на ринках Західної Європи і Америки.
Як писав Джон Ф. Пайл, кавказькі килимарі в цілому дотримувалися перської практики, однак «в основному використовували більш виразні і великі елементи орнаменту». П. Н. Дж. Форд у своєму дослідженні історії та традиційних орнаментів східних килимів зазначав, що, «хоча килими зараз виробляють в Дагестані, Грузії і Вірменії, але справжньою батьківщиною російських кавказьких килимів залишається Азербайджан, і навички та ідеї азербайджанських ткачів відчуваються по всьому Кавказу». Російський дослідник М. Д. Ісаєв зазначав, що наприкінці XIX — початку XX століть килимарство в основному було зосереджено в Азербайджані. На думку радянського мистецтвознавця М. В. Бабенчикова «азербайджанські майстри завжди особливо цінувалися в інших країнах як найталановитіші килимарі». Американський історик Рональд Сюні зазначає, що килимарство одне з древніх ремесел в Азербайджані, яка досягла розквіту в Середні століття, завдяки чому азербайджанські килими стали широко відомі у країнах Азії та Європи.
Виготовлялися односторонні килими з ворсом — хали, гебе і односторонні безворсові килими — сумах і поверни, безворсові двосторонні килими — зілі, палаз і кілім. З безворсової тканини виготовляли чепраки (чул) для коней і верблюдів, мішки (чувал), перекидні сумки (хурджун). Килими ткалися на вертикальних верстатах — хана. На килимовому верстаті працює одна-дві, а то і три жінки і більше. Орнамент азербайджанських килимів декоративний, складається з геометричних (ромби, квадрати, меандри), рослинних мотивів, серед яких переважає стилізоване зображення плоду мигдалю (бута), зустрічаються зображення тварин і птахів.
За один 1843 рік у шести прикаспійських районах Азербайджану було вироблено 18 тис. килимів і килимових виробів. Килими з Ширвану і Куби продавалися в Баку, а килими Казаха і Гянджі — в Тебрізі і Стамбулі. У 1850 і 1857 роках на перших міжнародних Тіфліських виставках унікальні вироби азербайджанських майстрів були нагороджені призами. Азербайджанські килими експонувалися також на Московській політехнічній виставці 1872 року і Всеросійській виставці 1882 року.
Наприкінці XX століття килимарство в Азербайджані стає однією з важливих галузей економіки. Сьогодні в багатьох регіонах Азербайджану успішно розвивається килимарство, всього в Азербайджані налічується понад 20 великих і середніх килимоткацьких комбінатів. Зокрема, в Кубі, Кусарах, Кюрдамірі, Гянджі, Шемахі, Шабрані, Казахі, Товузі, Шекі і Баку діє виробництва килимів, в яких продовжують розвивати старовинні традиції мистецтва килимарства. Відомим килимарем був Лятіф Керімов, ім'я якого носить Музей килима в Баку.
У листопаді 2010 року «Традиційне мистецтво килимарства в Азербайджані» внесено в репрезентативний список ЮНЕСКО з нематеріальної культурної спадщини людства.
Популярні були і килими татської роботи, які виготовляються різних типів: ворсові — хали, халіче, гебе і безворсові — палас, сумах, кілім та ін. Центрами татського килимарства є села Кубинського району (Дару-Чічі, Шудуг, Рустів, Кільвар та ін) і селища в районі Апшеронського півострова.

### Національний одяг

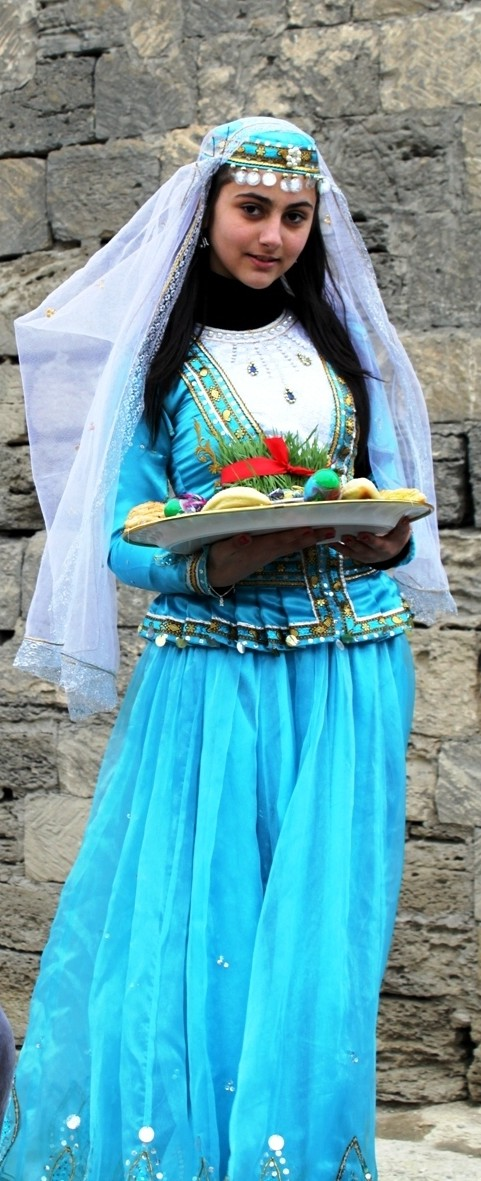
Азербайджанка в національному одязі під час свята Новруз в Баку

Традиції в одязі на території Азербайджану зберігалися у своїй самобутності завдяки різноманітності природно-географічних умов та історично обумовленої нерівномірності в розвитку соціально-економічного життя і культури. Одяг відображала особливості господарсько-культурного розвитку тієї чи іншої зони країни.
Азербайджанський жіночий одяг кінця XIX — початку XX ст. складалася з нижньої і верхньої сукні, а також покривала — чадри. Місцеві відмінності в одязі стосувалися окремих деталей, не змінюючи загального вигляду національного костюма. Спідня жіноча сукня включала тунікоподібну сорочку (кейнек), різного крою спідниці (шелте, джют-туман) і штани — вузькі (дарбалаг) і широкі (джютбалаг). Верхня сукня складалася з верхньої сорочки (вуст кейнек), короткого одягу — архалук, поширеного в основному в південно-західній зоні Азербайджану, в західних районах відомий як кюляджа, а на Апшероні — дон. У районах Гянджі і Шекі носили також одяг з рукавами і вирізками під пахвою — леббаде. Поверх архалуку носили шкіряний або оксамитовий пояс (кемер). Жінки із заможних родин носили золоті або срібні пояси. На ноги одягали яскраві різнокольорові шкарпетки (джораб), орнамент, візерунок яких схожий з місцевим килимовим орнаментом. При виході з будинку одягали поверх шкарпеток туфлі (башмаг) з гострими загнутими догори носками. На шиї багаті жінки носили намисто з довгастих намистин у формі ячменю — арпа. Заплітаючи волосся у коси, жінки ховали їх у парчевий вузький чохол — чутгу. Головний убір зазвичай складався з невисокої шапочки з круглим плоским денцем і прямим обідком. Поверх шапочки пов'язували невелику шовкову хустку кялагаї. Волосся, долоні, нігті фарбували хною. Традиційне мистецтво і символіка кялагаї, його виготовлення і носіння включені від Азербайджану в список нематеріальної культурної спадщини ЮНЕСКО.
Азербайджанський чоловічий одяг складалася: нижній — з натільної сорочки (кейнек) і кальсонів (дізлік), верхній — шалвар і архалига. Архалиг підв'язували поясом або кушаком (гуршаг). Наверх архалига одягали чуху, в холодних передгірних районах — овечу шубу (кюрк) або бурку (япинджи). Шили шаровари в основному з домотканої шерсняной матерії (шал). Поверх архалига молоді чоловіки одягали срібний або шкіряний пояс, оброблений бляшками. Існувало три фасону чухи — зі збірками, зі складками і з поєднанням збірок і складок. Груди чухи були відкритими; іноді по боках від грудного вирізу розташовувалися газирі (везне) — гнізда для патронів. У сільських місцевостях зазвичай носили шубу з дуже довгими (до землі) рукавами, що звужуються до долу. Городяни носили шкіряні черевики із загнутими вгору носками — чарих, поширені були чоботи з довгою і короткою халявою — маст. Майже всі чоловіки носили вуса і бороду. Під шапкою (тат) носили вишиту шапочку (арахчин) з білої тканини.
У роки СРСР в сільських місцевостях жіночий костюм більшою мірою, ніж у містах зберігав елементи національного костюму, а все чоловіче населення носило вже одяг міського типу. З національного вбрання збереглися лише папахи і зрідка архалиг і шуба. Жіноче міське вбрання вже відповідало європейській моді з невеликими відхиленнями. У чоловіків-городян національний костюм зовсім не зберігався.
Подібний до азербайджанського чоловічий і жіночий стрій мали талиші. Чоловіки також носили архалиг, чарихі, арахчин. У жінок існувало спеціальне вбрання для роботи на рисових ланах (з коротких, до колін, штанів та заправленої в них сорочки), замість шовкової хустки взимку голову покривали вовняною хусткою, шаллю, існував звичай пов'язувати навколо попереку хустку для тепла. Схожий з азербайджанським був і національний одяг удін, які після носили одяг вже міського типу. Чоловічий одяг будугхів, кризів і хіналузців майже не відрізнявся від одягу інших етнічних груп, а жіночий був своєріднішим — він складався з суконних штанів, бязевої сорочки і короткого архалигу; спереду пов'язували фартух (габагдик), на голову одягали чутку і шаль. Костюм татів протягом століть не відрізнявся від азербайджанського; літні жінки носили чутку (чохол з ситцю на волоссі), поверх якої покривали великий хустку (чершо), в урочистих випадках надягали важкі срібні пояси (кемер).

## Мова та література

### Мова

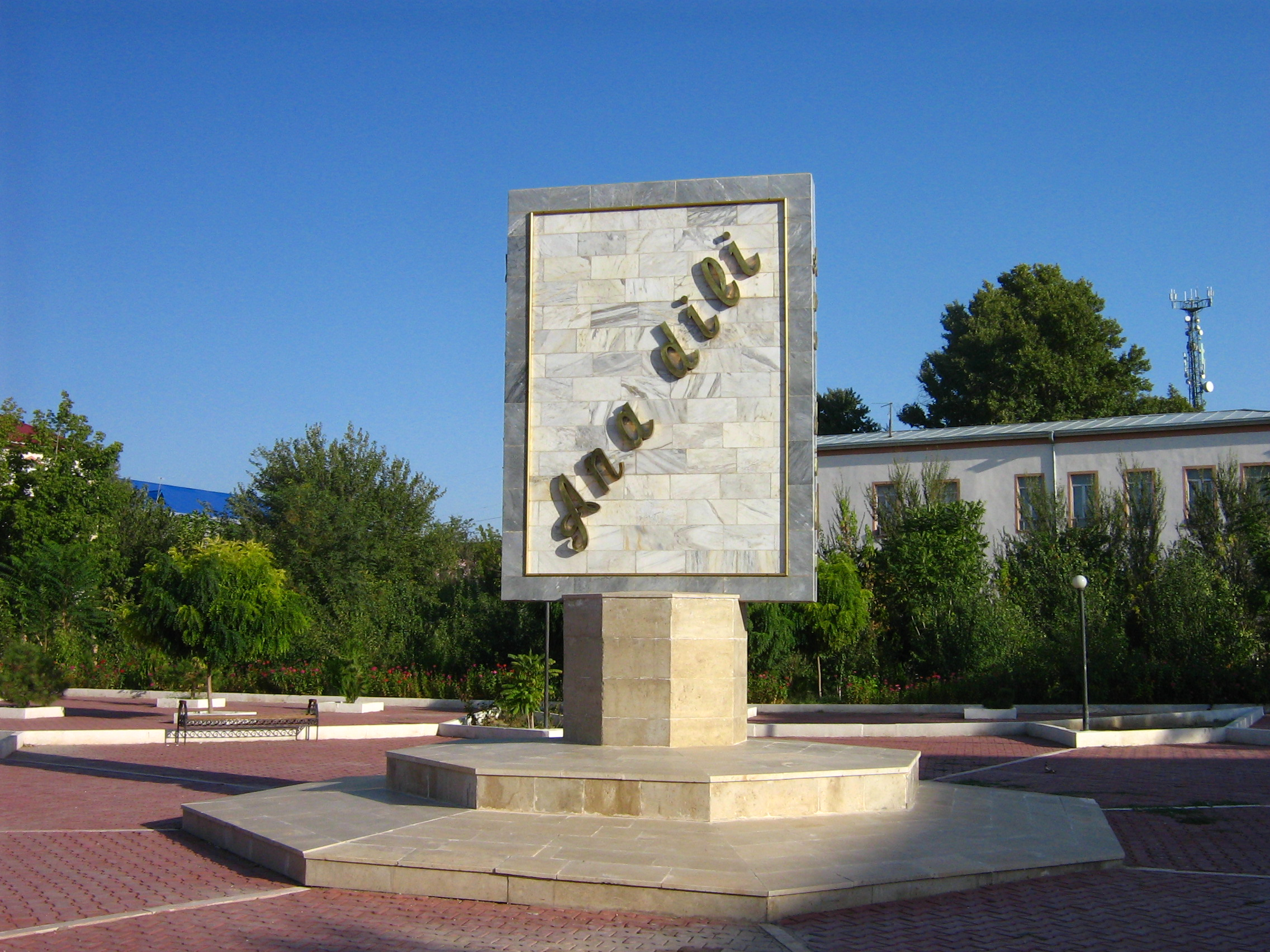
Пам'ятник рідної мови в місті Нахічевань

Азербайджанська мова є державною мовою Азербайджану, вона широко поширена і на північному заході Ірану, а також у Грузії, Туреччини і Росії (на півдні Дагестану). Вона належить до огузької підгрупи південно-західної гілки тюркських мов. Значний пласт азербайджанської лексики складають арабські і перські слова. Арабські слова охоплюють як побутову, так і термінологічну лексику, а наявність іранізмів пояснюється існуванням азербайджано-перськими взаєминами, що тривали протягом тривалого часу. Також в азербайджанській мові Кавказу виділяють 4 діалектні групи: східна (бакинський, дербентський, кубинський і шемахинський діалекти, муганський і ленкоранський говори), західна (карабаський, гянджинський і газаський діалекти, айрумський говір), північна (шекінський діалект, закатало-кахський говір), південна (нахічеванський, тебрізський і ордубадський діалекти, єреванський говір).

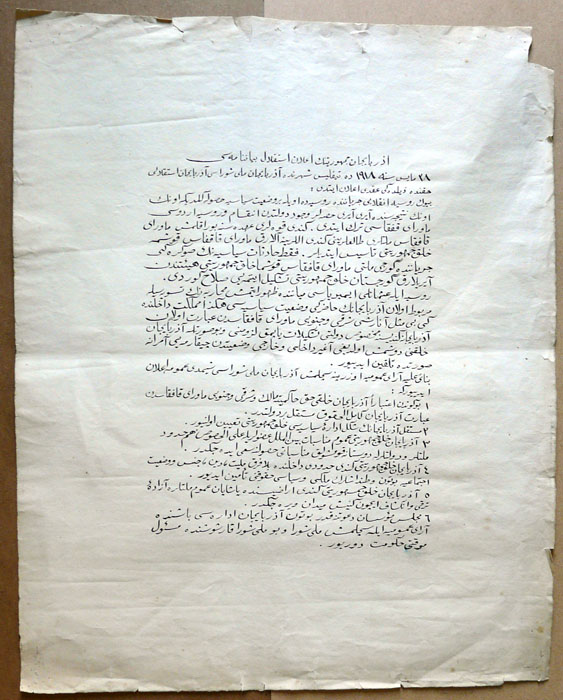
Текст Декларації незалежності Азербайджанської Демократичної Республіки на азербайджанській мові («тюркський» за тогочасною термінологією). 28 травня 1918

Згідно з прийнятою на сьогоднішній день науковою думкою азербайджанська мова виділилася як самостійна в XIV столітті. Н. Г. Волкова зазначає, що починаючи з XVI—XVII століть починається зближення азербайджанського літературної та розмовної мов у працях Мухаммеда Фізулі, Ковси Табрізі та інших азербайджанських авторів. На її думку остаточно азербайджанська літературна мова зблизилася з розмовною у другій половині XIX століття. В XVI — початку XIX століть велика частина Азербайджану була під владою Перської імперії, в якій правили шахи з тюркомовної іранської династії Сефевідів. В Державі Сефевідів азербайджанська мова стала майже на сторіччя мовою двору, армії і суду (вона зберігала цей статус майже протягом століття).
Уже в середині XIX століття на базі бакинського і шемахінского діалектів утворилася сучасна літературна азербайджанська мова. Саме в середині XIX століття вперше згадується «азербайджанська мова». Термін був науково обґрунтований і використаний професором мірзою Казем-беком. Однак ця назва тоді ще не отримала загального застосування. Більш широке застосування в Закавказзі азербайджанська мова отримала тільки в останній чверті XIX століття, коли збільшилося громадське навантаження мов закавказьких народів. 27 червня 1918 року азербайджанську мову («тюркський» за тодішньою термінологією) було проголошено державною мовою Азербайджанської Демократичної Республіки. 16 серпня 1920 року Азревком видав Декрет «про викладання мов у школах 1 і 2 ступені», встановивши тюркську (азербайджанську) мову одною з обов'язкових для викладання з першого року навчання в школах 2 ступені (шостий рік навчання) по 4 тижневих години. У 1930-х роках назва мови було офіційно змінено з «тюркської» на «азербайджанську». 21 серпня 1956 року було прийнято закон про доповнення Конституції Азербайджанської РСР 1937 року статтею про державну мову, яка оголосила азербайджанський мову державною мовою в республіці. Ст. 73 наступній Конституції Азербайджанської РСР 1978 року також проголосила її державною мовою республіки.
Після здобуття Азербайджаном незалежності, азербайджанська мова була оголошена державною мовою Азербайджанської Республіки. Указом президента Гейдара Алієва від 9 серпня 2001 року було засновано День азербайджанського алфавіту і мови (1 серпня).
Крім азербайджанської серед жителів окремих районів Азербайджану поширені талиська, лезгінська, цахурська, аварська, татська мови. Талиською мовою, поширеною переважно в Ленкоранському, Астаринському і Масаллінському районах, видається газета «Талиш седо» (Голос Талиша), ведеться трансляція радіопередач. У 2003 році наказом Міністерства освіти Азербайджану були затверджені навчальні програми для 1-4-го класів середньої школи талиською мовою. На лезгінській видається газета «Самур». Центром лезгінської культури засновані газети «Єні самух» і «Алпан», що виходять лезгінською і азербайджанською мовами. У Кусарському районі лезгінською мовою друкують газету «Кусар». Крім того, в Кусарському районі лезгінська мова викладається в школах всі одинадцять класів. Аварським культурним центром (Баку) аварською та азербайджанською випускається газета «Авар». У 1996 році в Баку була опублікована абетка на цахурській мові на латинській основі. Товариство удін «Ораїн», що з'явився на початку 1990-х в Баку, готує і видає за державний рахунок літературу та навчальні посібники з удінської мови, який викладається в початкових класах шкіл Ніджа для його корінних жителів. Для значної частини жителів країни рідною мовою є російська.

### Фольклор

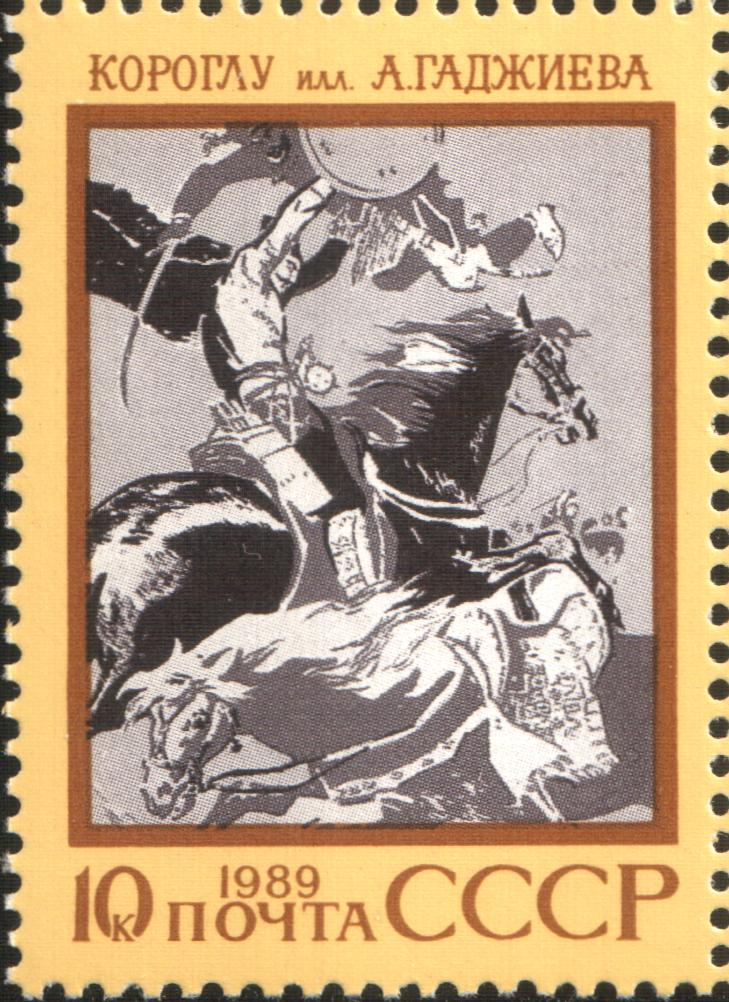
«Короглу». Худ. А. Гаджиєв

Серед творів народної творчості можна виділити трудові пісні («Зехметін ишигі» — «Промені праці», «Бічінчі негмесі» — «Пісня косаря»), історичні («Гачаг Набі», «Пияда Кер-огли» — «Піший Кер-огли»), ліричні («Бу гелен яру бензер» — «Ти схожа на кохану», «Ай, бері бах» — «Глянь сюди», «Галанин дібінде» — «Біля підніжжя фортеці», «Ай, лачин» — «сокіл», «Сари Гялин» — «Золотокоса наречена»), обрядові («Гей, лалла» — весільна, жартівливі («Єрі, єрі» — «Йди, йди»), легендарні, любовні та історико-героїчні епічні твори (дастани), казки, гуморески (лятифа), прислів'я та приказки, загадки.
Першою пам'яткою тюркською мовою вважається «Книга мого діда Коркута» — епос огузьких племен, що пізніше увійшли до складу туркменського, азербайджанського та турецького народів. Епос виник у Середній Азії, але остаточно сформувався на території нинішнього Азербайджану, де огузи жили більш компактно.
Основне місце в азербайджанському фольклорі займають дастани Кер-огли (Короглу), Аслі та Керем, Ашик-Гаріб, Шах Ісмаїл та ін. У багатьох дастанах відображені реальні події. Лірична народна поезія багатогранна за змістом і представлена такими жанрами як баяти і гошма. Починаючи з XVI—XVII ст. записувалися вірші народних співаків — ашуг. Відомі твори Гурбани, Сари-ашуга, ашуга Аббаса Туфарганлы, ашуга Валеха та ін. Передбачається, що творцями народної поезії були саме ашуги. Ашузька поезія як специфічна форма національного мистецтва активно впливає на культурне життя.
Дуже популярні пісні азербайджанських ашуг кінця XIX—XX ст. — Алескера, Гусейна Бозалганли, Асада Рзаєва, Мірзи Байрамова, Шамшира Годжаєва, Ісламу Юсифова, та ін Мелодика народних пісень майже завжди характеризується низхідним рухом, варіантним розвитком заголовних співів. Винятково багата метроритміка пісень, підпорядкована тактовим розмірами — 6/8, 3/4, 2/4. Пісні виконуються соло, рідше — хором (в основному в унісон). У талишів, які живуть в Азербайджані  є і своєрідні трудові та весільні пісні.
Азербайджанські казки за своєю суттю і за змістом умовно поділяються на три види: «казки про тварин», «казки про простих людей» і «чарівні казки». Серед героїв народних казок популярні Джиртдан, Тик-Тик Ханім, Мелік-Мамед, Овчи-Пірім, Гекчек Фатма та ін.

### Середньовічна азербайджанська література

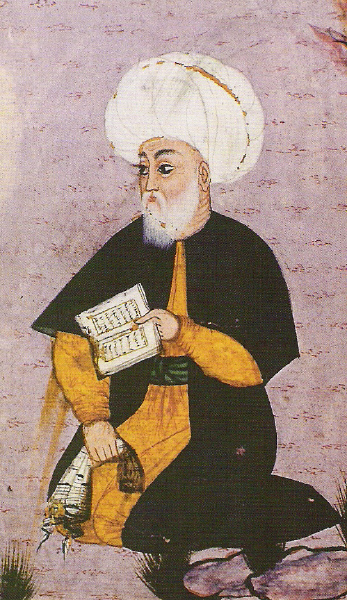
Поет XVI століття Фізулі

Засновником поезії азербайджанською мовою і першим поетом в азербайджанській літературі вважається проживаючий в Хорасані наприкінці XIII століття—початку XIV ст. Гасаногли Іззеддін. Видатну роль в розвитку азербайджанської поезії зіграв Імадеддін Насимі (називається також тюркським поетом), що жив в XIV—XV століттях, який прийняв мученицьку смерть в сирійському місті Алеппо. Юсиф Маддах написав по-тюркськи епічну поему «Варга і Гюльша». Ліричні поеми на азербайджанській під псевдонімом Хагігі писав султан держави Кара-Коюнлу Джаханшах, а також правитель Держави Ак-Коюнлу Султан Ягуб. До двору Султана Ягуба був близький поет Кішвері, автор ліричних газелей в стилі Навої.
Серед авторів, які жили на території Азербайджану, слід також відзначити засновника династії Сефевідів шаха Ісмаїла I, який писав під поетичним псевдонімом Хатаї, автора поеми «Дахнаме» («Десять листів»). При його дворі жив званий «цар поетів» Хабібі. У той же період в Іраку жив і творив поет Фізулі, однаково витончено писав рідною азербайджанською, перською та арабською мовами.
У XVII—XVIII століттях в Іранському Азербайджані пишуть Саїб Тебрізі, Говси Тебрізі, Мухаммед Амані, Тарзи Афшар і Тасіро Тебрізі. Від поета Месихи дійшла поема «Варга і Гюльша», яка є однією з найкращих романтичних поем у середньовічній поезії, створених азербайджанською мовою.
У XVIII столітті пишуть поети Ширванської школи — Шакір, Нішат і Махджур. У цей період посилюється вплив на літературу усної народної творчості, ашузької поезії. Письмова поезія збагачується мотивами і темами народної творчості, а поетична мова помітно очищається від канонічних норм і стереотипів. Засновником реалізму в азербайджанській літературі став поет і візир при дворі карабаського хана Молла Панах Вагіф. Головною темою його поезії була любов і душевна краса людини. Творчість Вагіфа зробила помітний вплив на народну віршовану форму — гошма, яка стала широко застосовуватися в письмовій поезії. Інший поет Молла Вели Відаді, який був близьким другом Вагіфа, навпаки, оспівував чесність, сміливість, силу мудрості і розуму, а також критикував феодальні міжусобні війни і жорстокість. Його песимістичні настрої знайшли відбиток у таких віршах як «Журавлі», «Послання поетові Вагіфу», «Поплачеш». Творчості Вагіфа і Відаді стали вершиною поезії XVIII століття в азербайджанській літературі. Найбільш значний прозовий пам'ятник XVIII ст. — «Сказання про Шахріяр», написане невідомим автором на основі народного дастану «Шахріяр і Санубар».

### Сучасна азербайджанська література

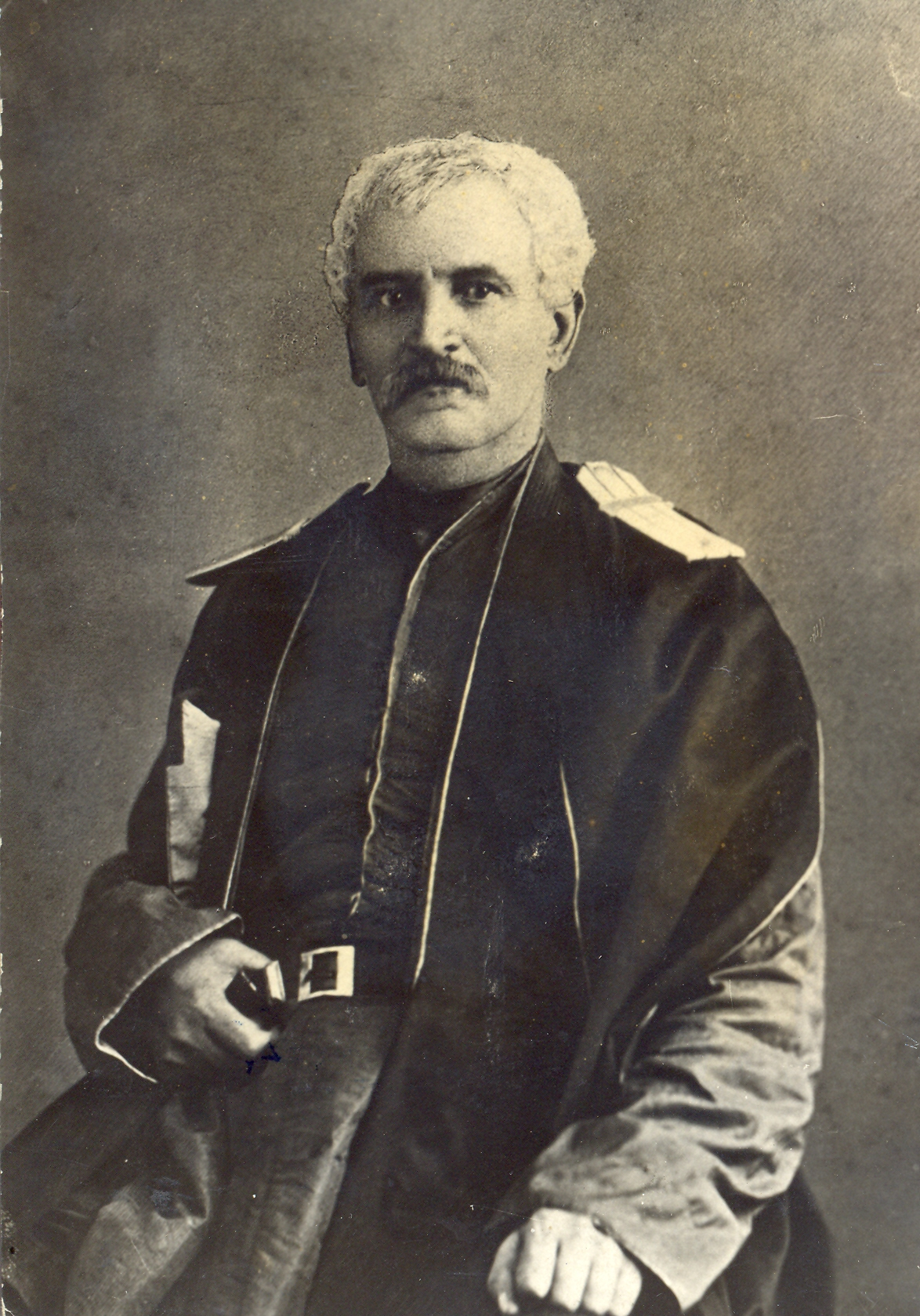
Мірза Фаталі Ахундов — засновник азербайджанської реалістичної прози і драматургії

Після того, як в XIX столітті територія нинішньої Азербайджанської Республіки, увійшла до складу Російської імперії, місцеве населення було відірване від перської традиції і долучилося до російсько-європейської. У цей період творять Гасимов-бек Закір, Сеїд Абульгасым Небати, Сеїд Азім Ширвані, Хуршидбану Натаван, Аббасгулу ага Бакіханов, Мірза Шафі Вазех, Ісмаїл-бек Гуткашинли, Джаліл Мамедкулизаде. В середині століття зароджується азербайджанська драматургія, серед видних представників якої можна виділити зачинателя азербайджанської літературної критики Мірзу Фаталі Ахундова, написав в період з 1850 по 1857 роки шість комедій і одну повість, Наджаф-бека Везирова, який в 1896 році створив першу азербайджанську трагедію «Горе Фахреддіна». В Іранському Азербайджані творять такі поети, як Сеїд Абдульгасем Набаті й поетеса Хейран-ханум. В азербайджанській літературі того періоду велике місце займала також ашузька поезія. Найбільш відомими були ашуги Алескер, Наджафкулі, Гусейн Бозалганли тощо.
На початку XX століття починають свою творчість Мухаммед Хаді, який став засновником прогресивного романтизму в азербайджанській літературі, а також Гусейн Джавід, Мікаіл Мушфіг, Аббас Сіххат. Серед видатних літературних діячів Радянського Азербайджану можна назвати першого народного поета Азербайджану Самеда Вургуна, Сулеймана Рустама, Расула Рзу, Мамеда Саїда Ордубади, Мірзи Ібрагімова, Бахтіяра Вахабзаде тощо. В цей час в Іранському Азербайджані творили Мухаммад Хусейн Шахріяр, Самед Бехранги тощо.
З письменників сучасного Азербайджану, найбільшу популярність серед російськомовних читачів отримали кінодраматург Рустам Ібрагімбеков і автор детективних романів Чингіз Абдуллаєв, писали виключно російською. Поезія представлена такими поетами як Наріман Гасанзаде, Халіл Рза, Джабір Новруз, Вагіф Самедогли, Нусрат Кесеменли, Раміз Ровшан, Гамлет Исаханли, Зелімхан Ягуб тощо.

### Література народів Азербайджану

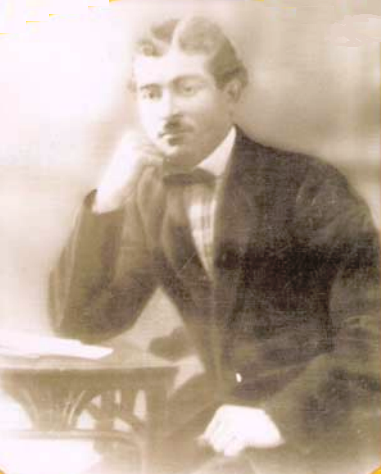
Зульфугар Ахмедзаде — талиський поет XX століття

### Музика

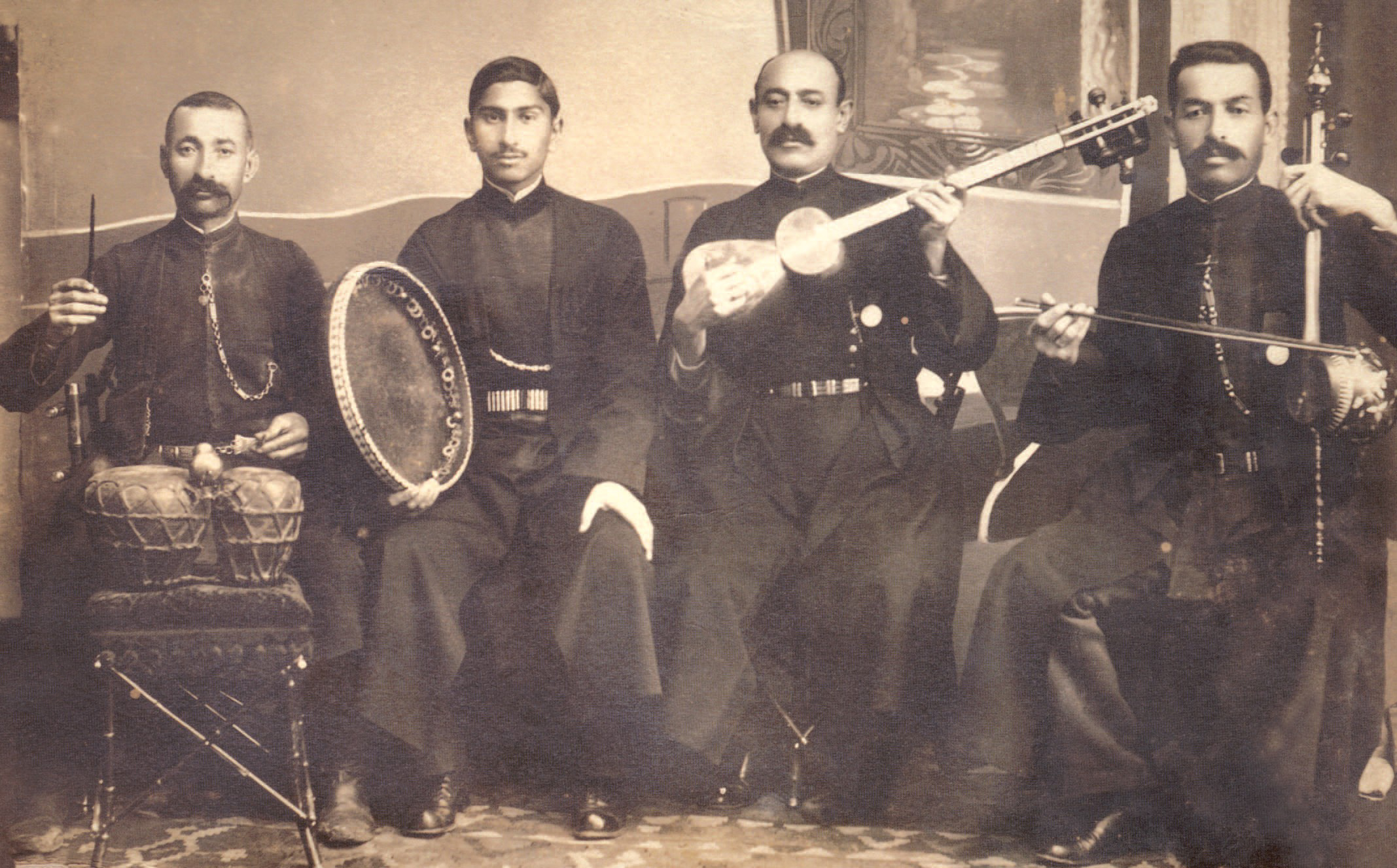
Виконавці мугама: ханенде Сеїд Шушинский (другий зліва) зі своїм ансамблем у 1916 році

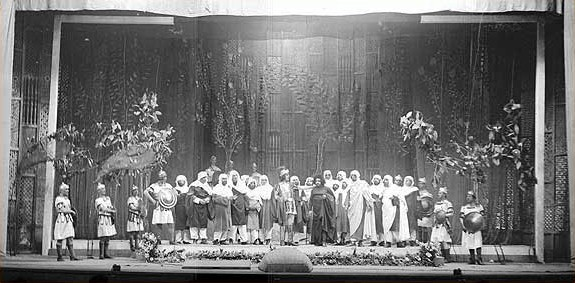
Сцена першої азербайджанської опери «Лейлі і Маджнун»

### Танці

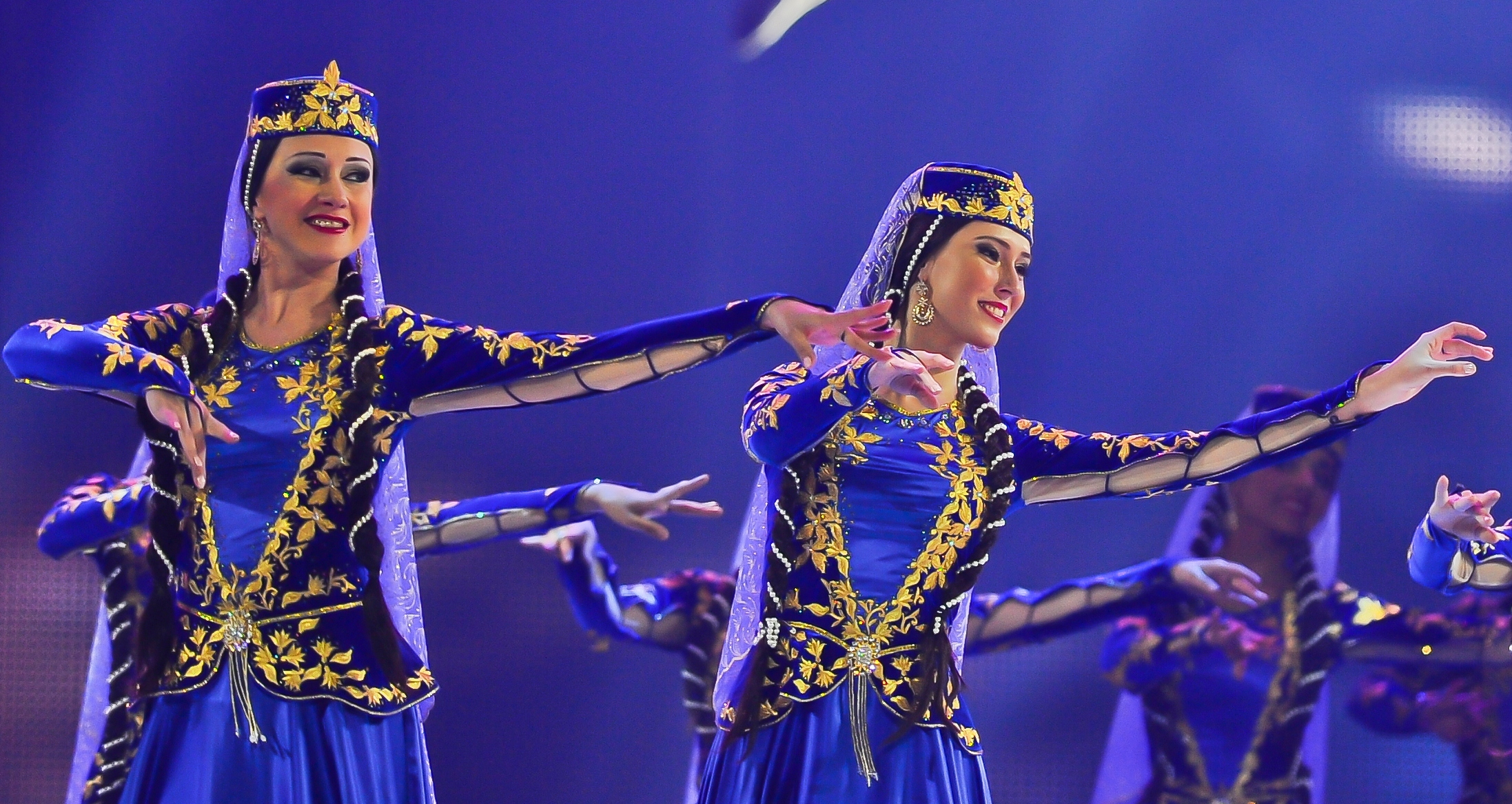
Жіночий танець

### Балет

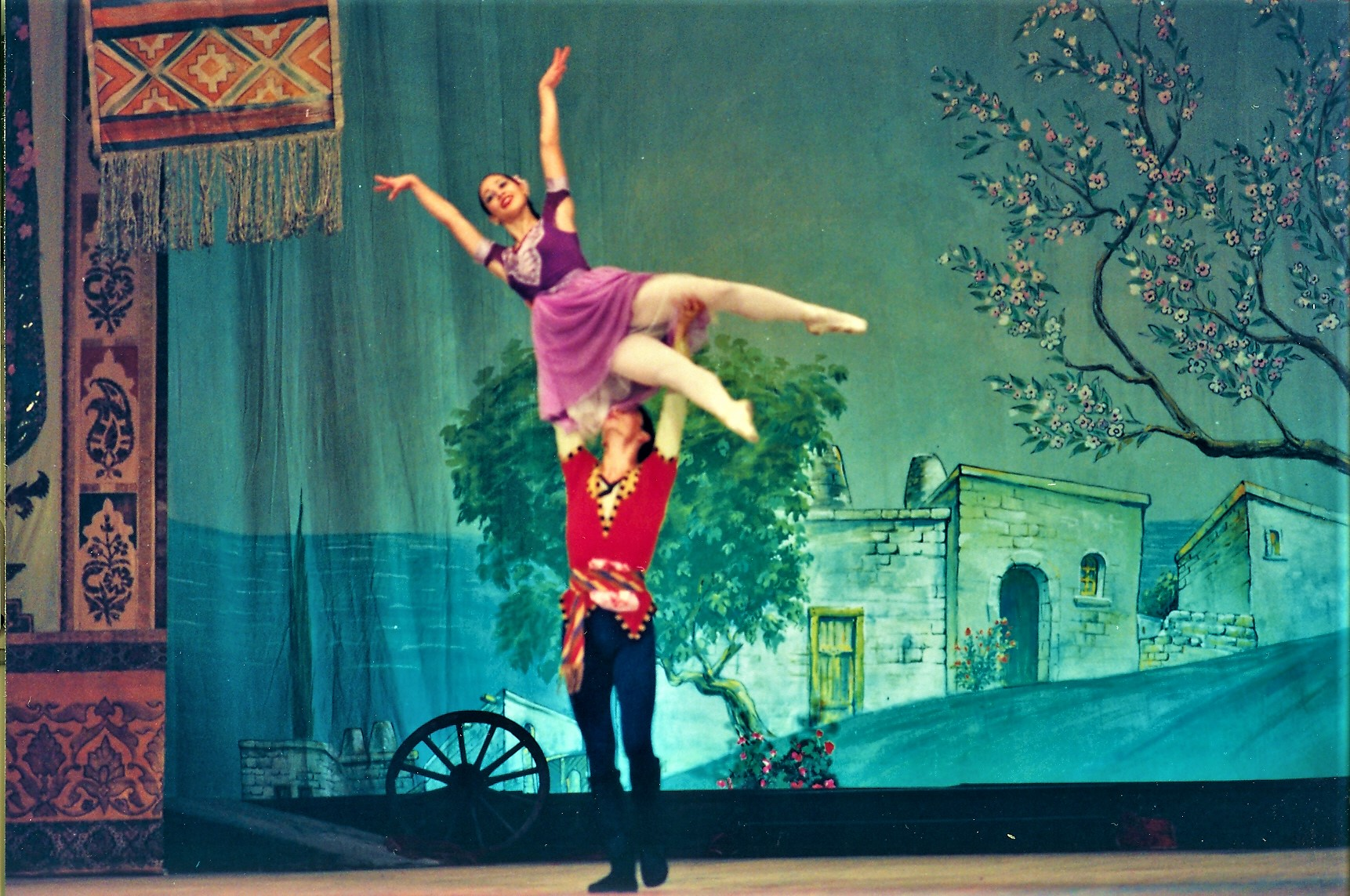
Сцена з першого азербайджанського балету «Дівоча вежа», А. Бадалбейлі (1940)

### Театр

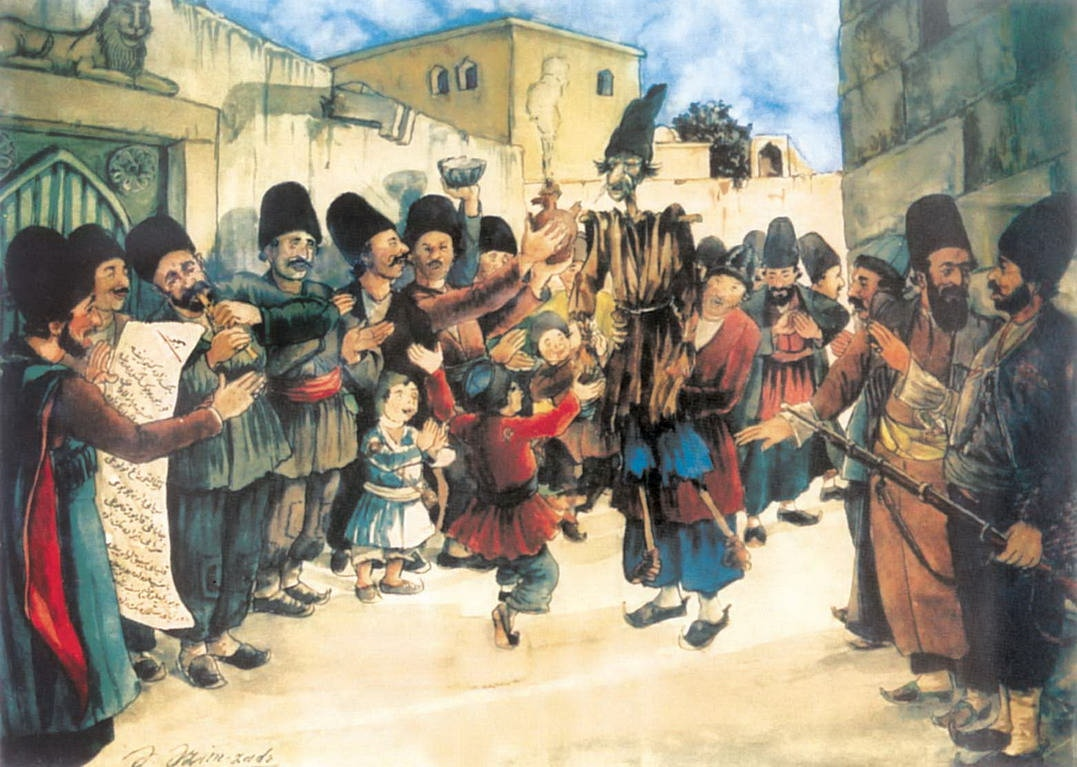
Народне уявлення «Коса-коса». Худ. А. Азімзаде, 1930

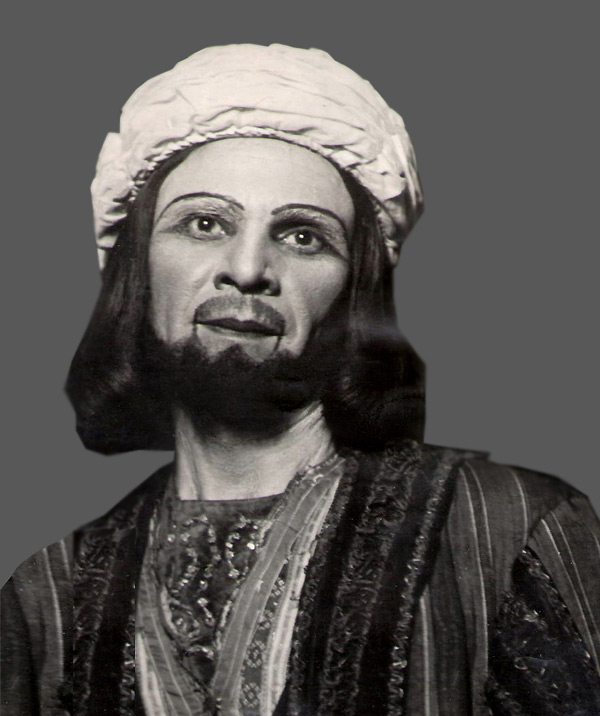
Аббас-Мірза Шарифзаде в ролі Шейха Санана. П'єса «Шейх Санан» Гусейна Джавіда

### Кіно

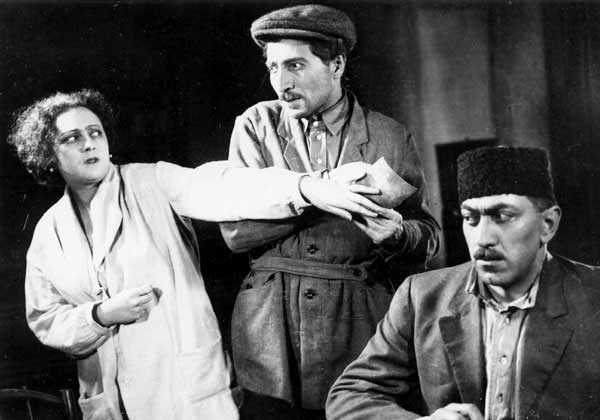
Кадр з німого фільму «Севіль», знятого за однойменним твором Джафара Джабарли. (1929 рік, режисер А. Бек-Назаров, в ролі Балаша (в центрі) — А. Герайбейлі)

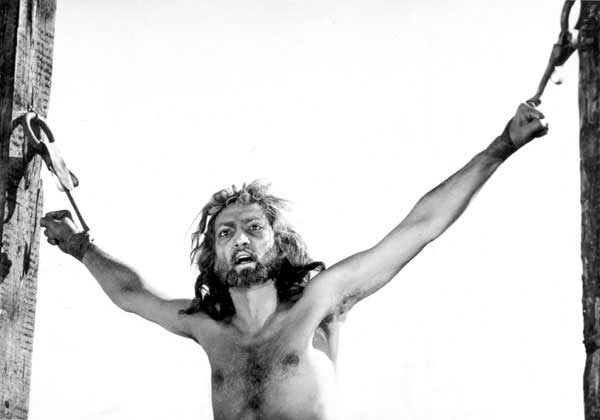
Расим Балаєв в ролі Насимі. Фільм «Насимі» (1973, режисер Р. Сеидбейли)

### Родина

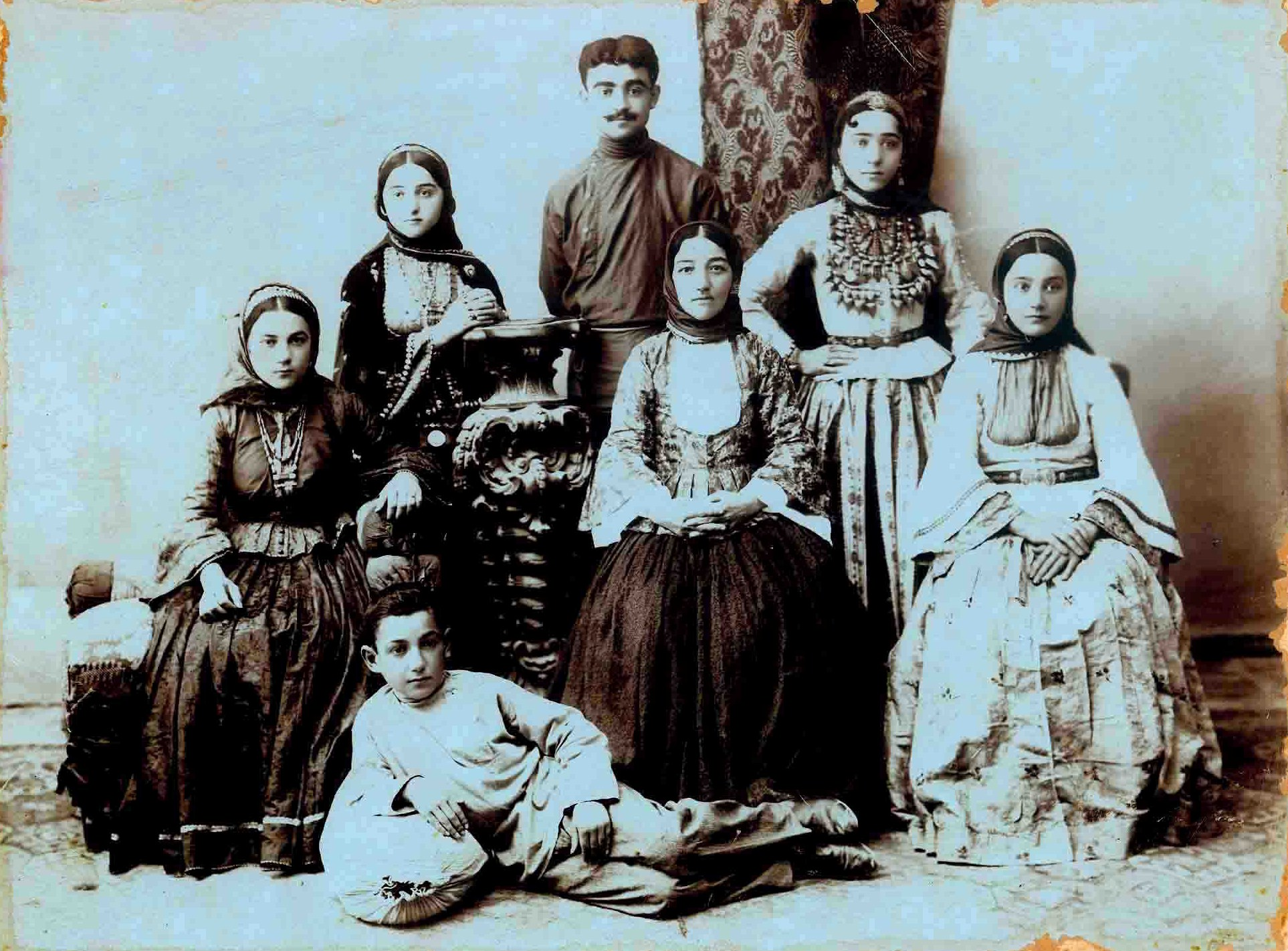
Сім'я азербайджанського письменника Юсиф Візира Чеменземинли в Шуші. Початок XX століття

### Шлюб

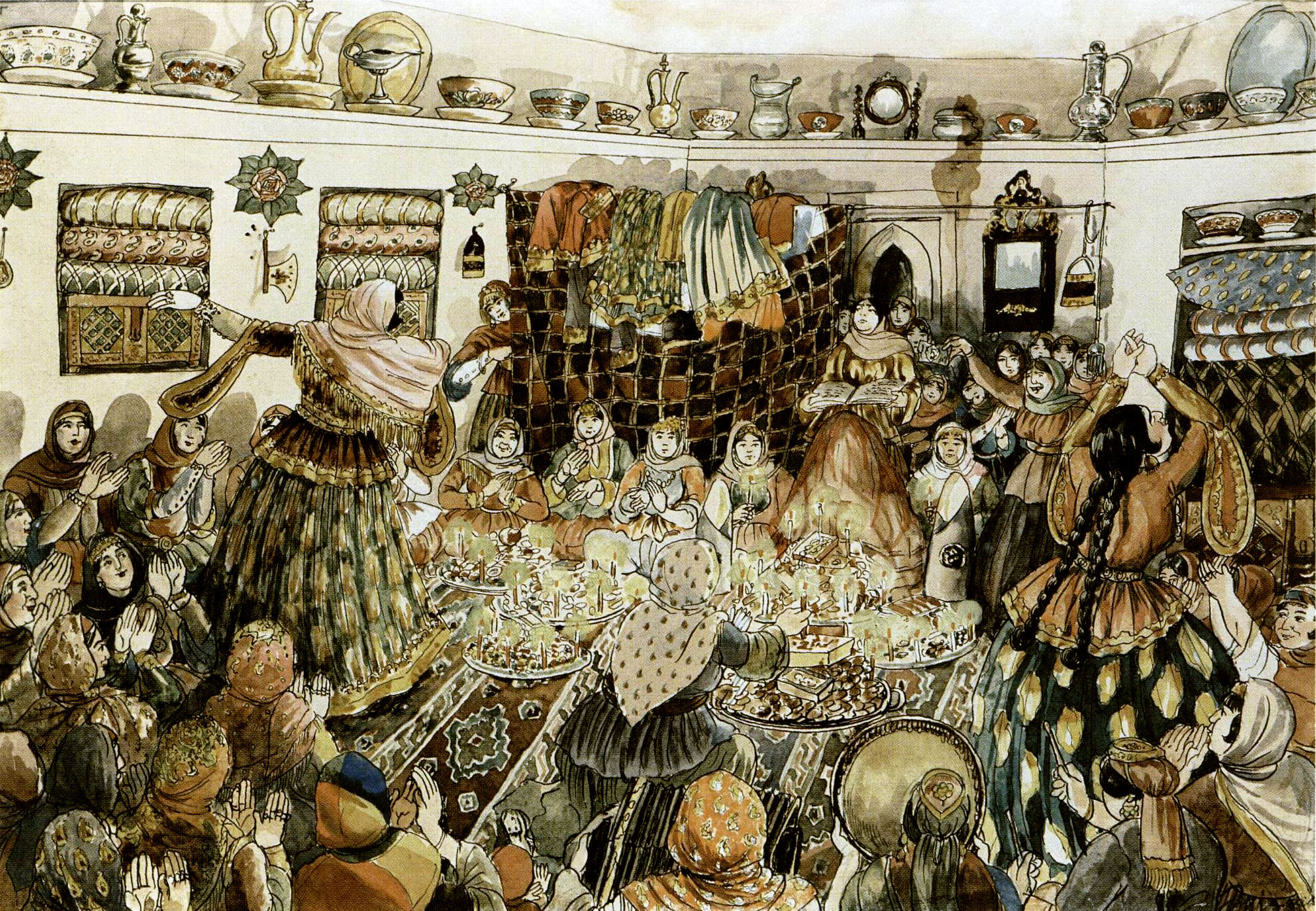
Азім Азимзаде. «Жіноче весілля». 1930

### Кухня

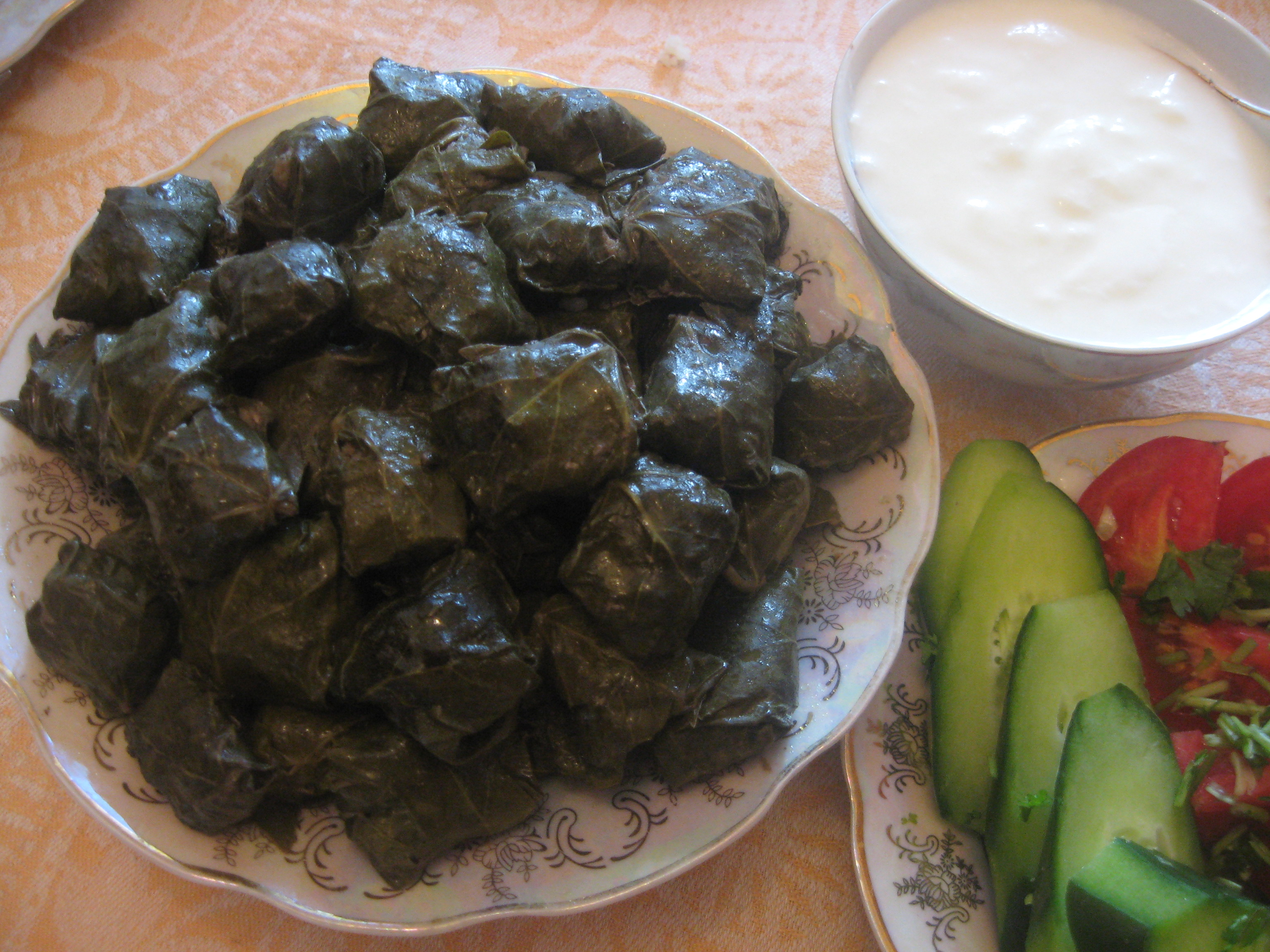
Долма — страва, поширена у багатьох національних кухнях Сходу, в тому числі і в азербайджанській. Ярпаг долмасы (на мал.) — загорнута в виноградні листя рубана баранина.